# Hệ động vật Costa Rica

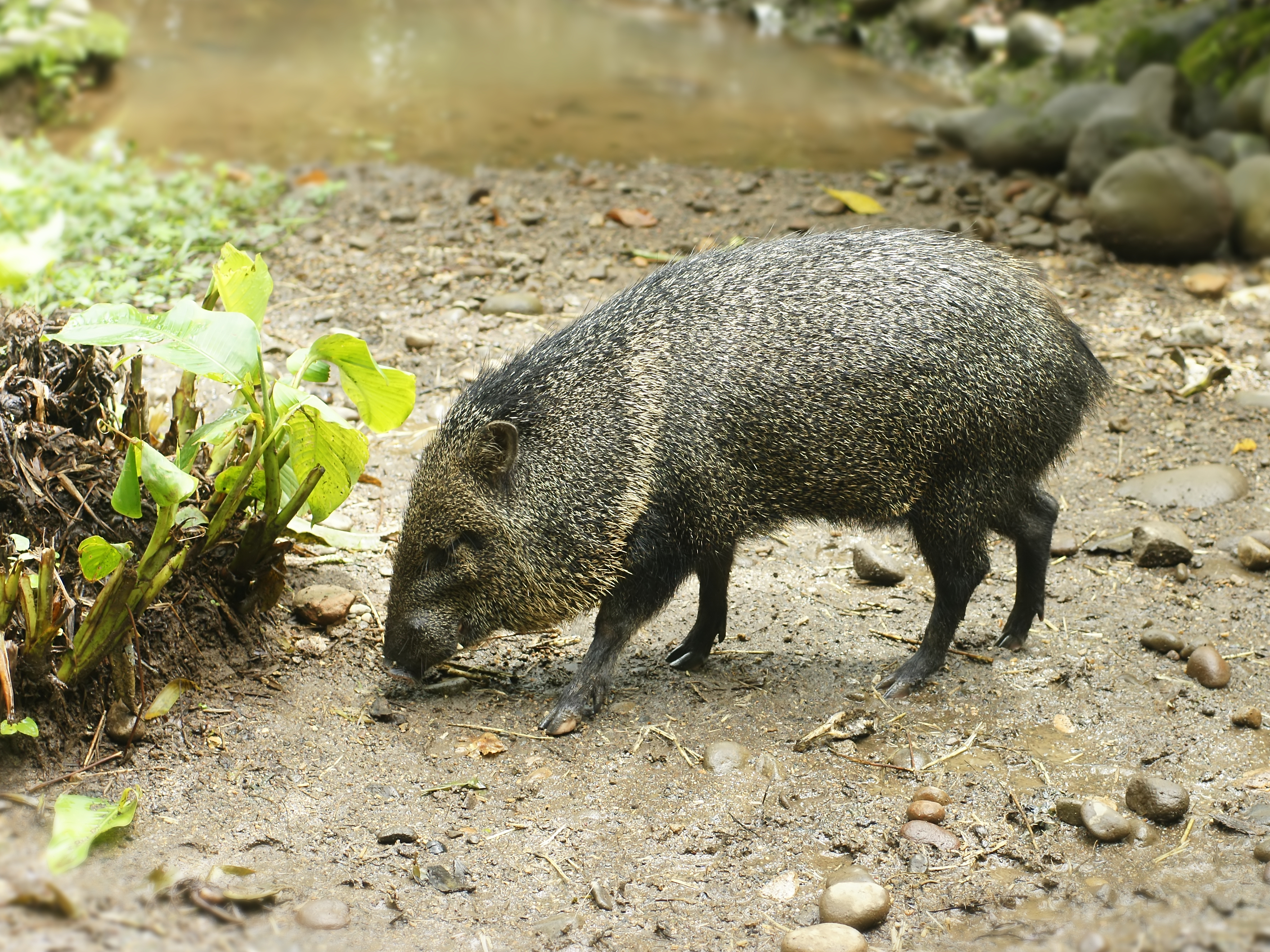
Lợn rừng Pecari, loài thú bản địa của Costa Rica

Hệ động vật Costa Rica là tổng thể các quần thể động vật hợp thành hệ động vật của Costa Rica. Đất nước này là địa bàn sinh sống của nhiều loài động vật, trong đó có nhiều loài đặc hữu. Tuy chỉ chiếm khoảng 0,1% tổng diện tích lục địa nhưng nơi đây tàng chứa 5% đa dạng sinh học thế giới và là một trong những khu vực hoang sơ còn sót loại, với 40 vườn quốc gia tự nhiên và có 25% diện tích đất được được bảo tồn.

## Tổng quan

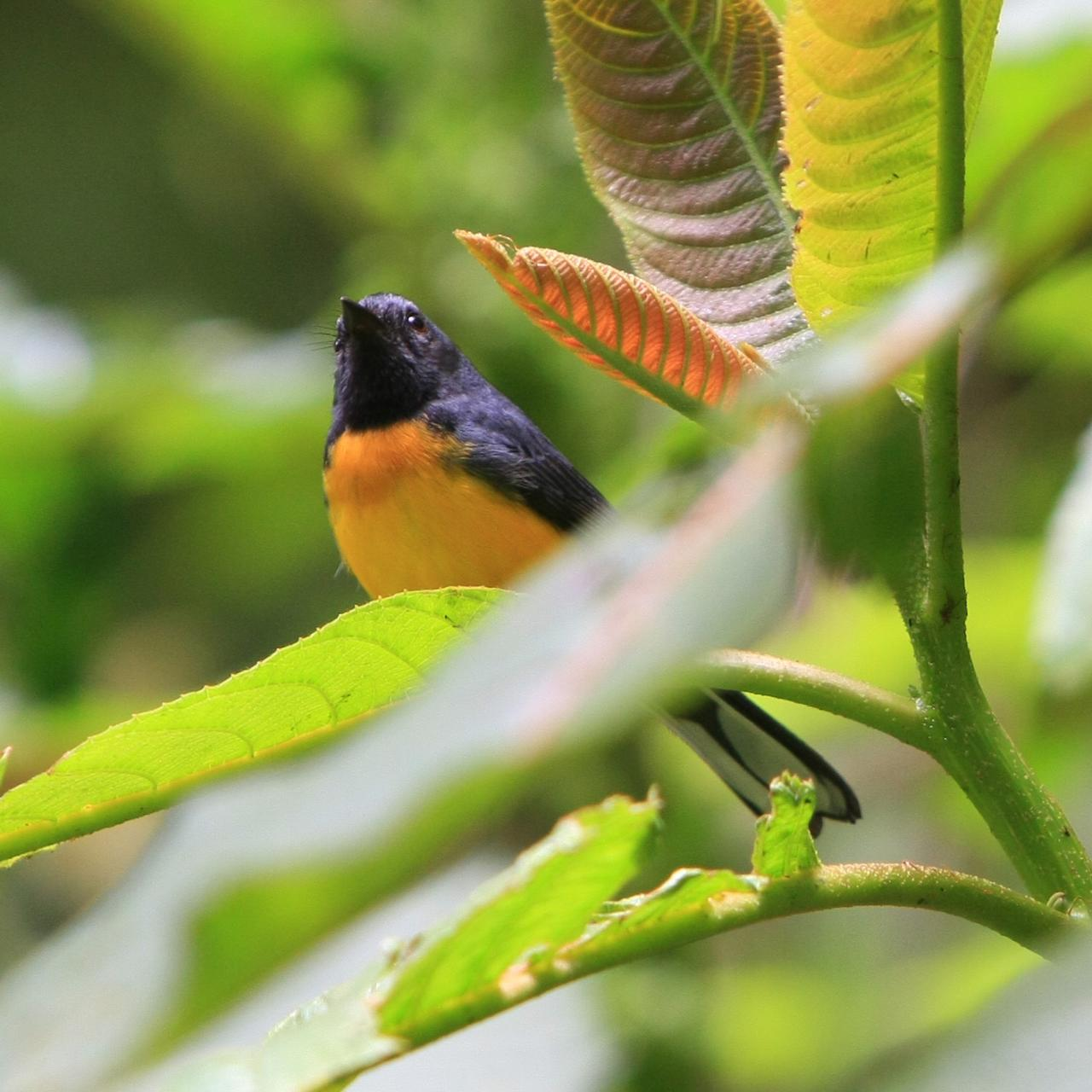
Loài Myioborus miniatus của Costa Rica

Costa Rica là quốc gia Trung Mỹ, nằm kẹp giữa nước Nicaragua ở phía bắc và Panama ở phía nam. Tính tổng thể đây là ngôi nhà của khoảng 800 loài chim đã được kiểm chứng sinh sống tại quốc gia này, trong đó có nhiều loài chim đẹp. Có khoảng 250 loài thú, chủ yếu là cỡ vừa và nhỏ, nổi tiếng là các loài khỉ, có 175 loài lưỡng cư trong đó, có các loài ếch sặc sỡ chiếm khoảng 84%, có 225 loài bò sát với 120 loài rắn trong đó có 20 loài rắn có độc. Còn có hơn 300.000 loài côn trùng trong đó có 1251 loài bướm đẹp. Động vật không có dây sống ước tính gần 500.000 loài.
Đất nước này từng được thế giới từng được biết đến nhiều về sự đa dạng sinh vật (kể cả những con thú lớn như báo và heo vòi), là nơi sinh sống của khỉ nhện, khỉ rú và khỉ mũ cổ trắng, lười ba ngón, gần 320-400 loài chim (gồm nhiều loài vẹt), còn bắt gặp loài chim Tucang sặc sỡ sống trong các tán cây rậm rạp, nơi chúng có thể làm tổ và bảo vệ con mình khỏi sự tấn công của các động vật ăn thịt ở tầng thấp của các khu rừng, còn rất nhiều loài bò sát và có loài rùa xanh đang bị đe dọa tuyệt chủng. Hàng năm chúng dùng bãi biển khu vực này để đẻ trứng.
Hiếm có quốc gia nào sở hữu nhiều công viên tự nhiên rộng lớn, các khu dự trữ sinh thái và rừng nhiệt đới hơn Costa Rica. Thiên nhiên của vùng đất này nhiều thắng cảnh đẹp tựa tranh vẽ, trong đó phải kể đến các núi lửa và bãi biển trải dài đầy cát trắng. Trên thực tế 25% diện tích của Costa Rica đều là khu vực được bảo tồn với hệ động thực vật vô cùng phong phú. Người dân Costa Rica có ý thức cao trong việc bảo tồn kho báu động vật hoang dã của đất nước mình. Ngoài các rừng cây trù phú. Costa Rica còn hấp dẫn du khách bởi những bãi biển dài thơ mộng, làn nước trong xanh, ấm áp, với hơn 1000 km bờ biển.

## Các địa điểm

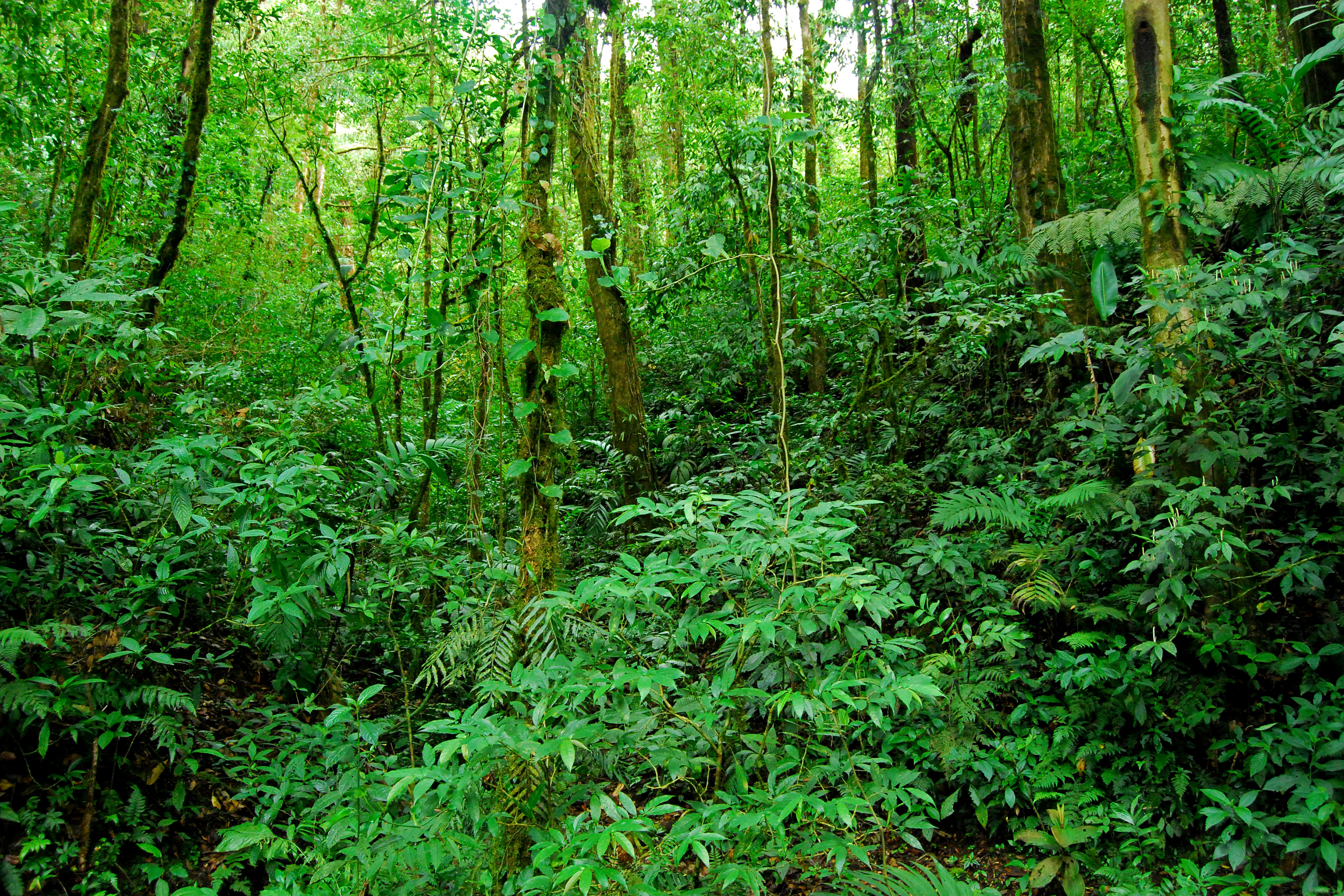
Một khu rừng ở Costa Rica

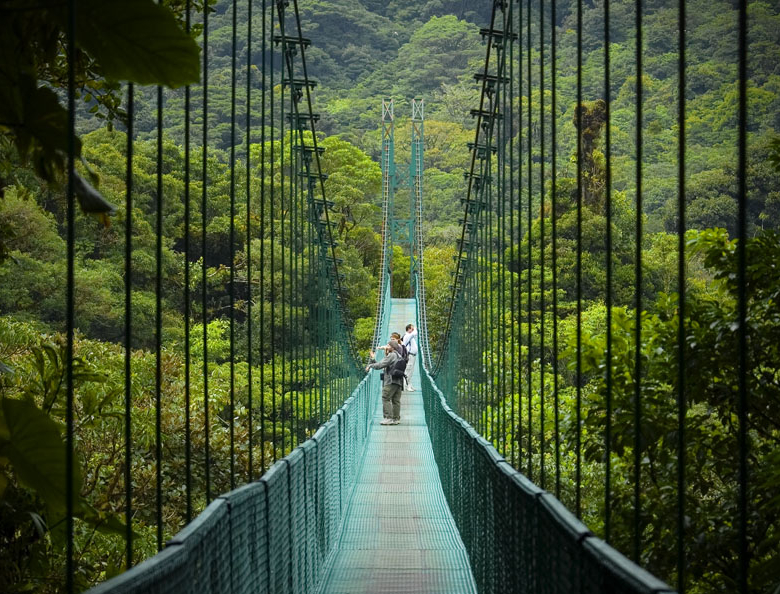
Vườn quốc gia Monte Verde

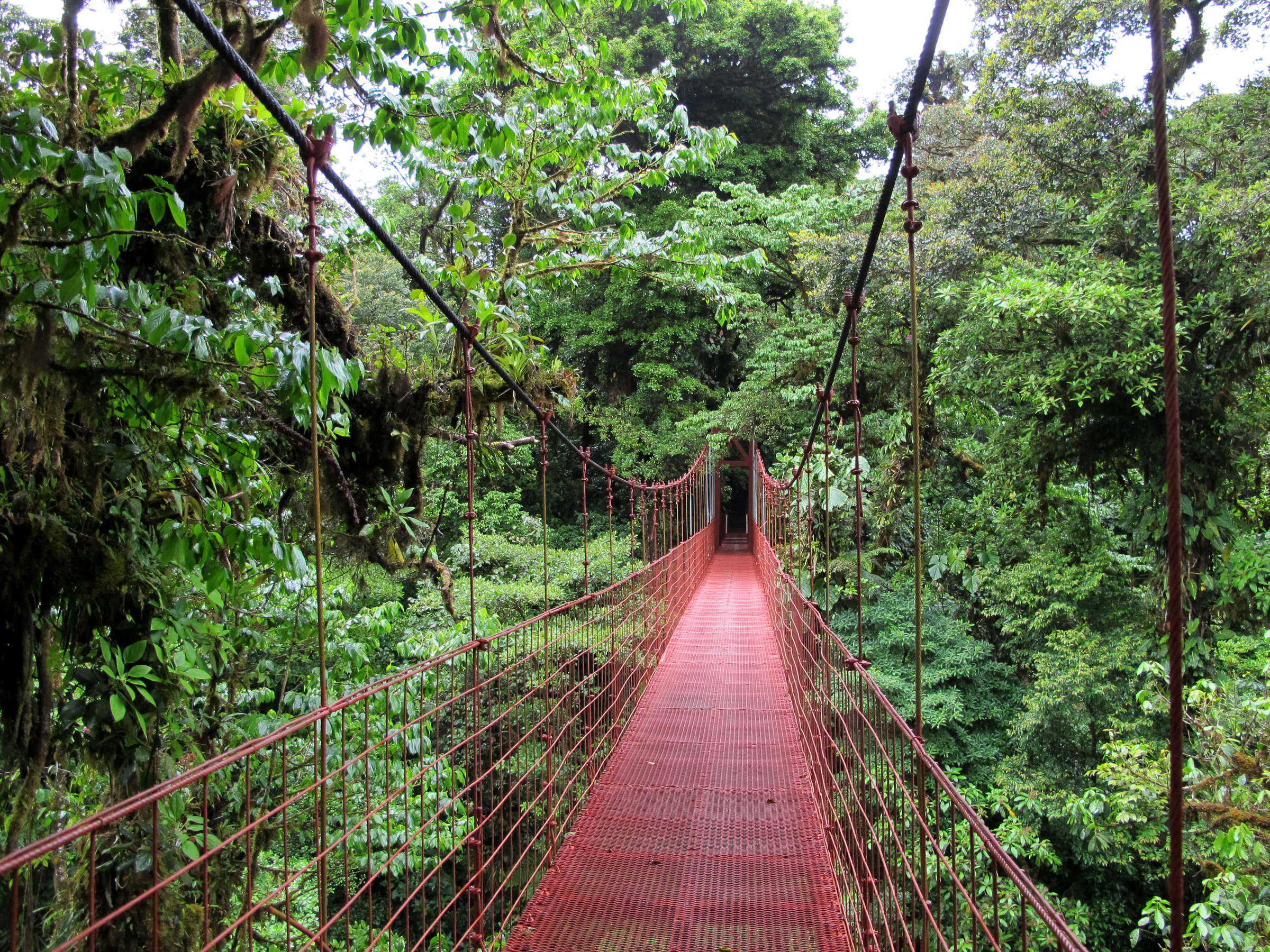
Vườn quốc gia Monteverde

Vườn quốc gia Tortuguero ở phía đông bắc của đất nước là nơi rất ẩm ướt và có môi trường sống tự nhiên phong phú bao gồm rừng nhiệt đới, đầm phá, cũng là nơi cư trú của vô số loài động vật. Vườn quốc gia bảo vệ cho loài rùa xanh đến sinh sản đầu mùa hè đến cuối mùa thu hàng năm. Dọc hai bên bờ, rừng cây soi bóng trên mặt nước trong veo, đàn cò nhởn nhơ tìm mồi, đàn cá sấu lười biếng nằm bất động trên cồn cát phơi nắng. Trên cành cây, tiếng chim ríu rít gọi đàn, từng đàn khỉ leo trèo, chuyển động vang cả góc rừng.
Khu dự trữ rừng mây Monteverde rất phong phú với tổng diện tích tới 4 hecta. Khu bảo tồn thú hoang dã này bao gồm 6 hệ sinh thái khác nhau với tổng diện tích là 4 ha. Đi bộ từ cổng vào khu bảo tồn đến ranh giới lục địa bắc và nam Mỹ, du khách sẽ chứng kiến sự thay đổi của hệ sinh thái từ rừng khô ráo cho đến rừng ẩm ướt. Nơi này có khoảng 90% sinh vật sống trong các tán cây, hệ sinh thái phong phú và phức tạp.
Chính quyền Costa Rica đã cho xây cây cầu treo dài hơn 10 cây số để du khách và các nhà nghiên cứu địa chất có thể tham quan và thưởng thức cảnh sắc nơi đây một cách trọn vẹn nhất. Khu bảo tồn Monteverde có khoảng 350 loài chim và 100 loài thú có vú. Khu vườn bướm Monteverde bao gồm một hệ thống nhà lưới và hai khu nhà kính. Khu nhà kính thứ nhất mô phỏng môi trường của các cánh rừng vùng hạ lưu, còn nhà kính thứ hai giống với môi trường rừng vùng trung du. Hai khu nhà kính này chứa đến hàng trăm con bướm nhiệt đới thuộc 40 loài khác nhau.
Công viên quốc gia Manuel Antonio là công viên quốc gia nhỏ nhất Costa Rica, nổi tiếng với các bãi biển đẹp. Khu bảo tồn được bao bọc bởi những bãi cát trắng trải dài theo bờ biển Thái Bình Dương nổi tiếng nhờ sự đa dạng về hệ động thực vật: có đến 184 loài chim và 109 loài thú có vú trú ngụ. Đây là nơi duy nhất trên thế giới du khách có thể tìm thấy loài khỉ Titi ngoài ra còn có các loài giông mào, khỉ và nhiều loài chim rực rỡ sắc màu. Đây là khu vườn quốc gia nhỏ nhất nước nhưng lại có hệ sinh thái vô cùng phong phú và đa dạng nhất thế giới.
Sự tổng hợp hài hòa và nên thơ của rừng núi và biển cả làm nên thiên đường với hệ sinh vật biển đa dạng. Có rất nhiều loài cá lớn nhỏ, hình thù khác nhau sống ở bán đảo Papagayo vì nơi này có lợi thế về hệ sinh thái lý tưởng, du khách có thể thuê thuyền đi câu những con cá khổng lồ dài vài mét ở ngoài khơi xa. Chính phủ Costa Rica đã ra lệnh cấm đánh bắt nên cá và các loài hải sản khác.
Ostional, nơi hàng ngàn rùa đến đó để sinh mỗi năm, rùa là động vật sống dưới nước nhưng lại sinh sản trên bờ, và Ostional là miền đất hứa để chúng đẻ trứng quanh năm, nhất là vào mùa mưa. Một lần rùa sinh từ 80 đến 100 quả trứng, vỏ màu trắng, mềm, kích thước cỡ quả bóng bàn. Vì trứng rùa rất dễ làm đồ ăn ngon cho diều hâu hay những cơn thủy triều cuốn trôi, nên chúng đẻ nhiều để bù vào sự mất mát đó.
Khu vực San Gerardo de Dota có một con thác nước chảy về phía tây, sinh vật dưới nước lẫn trên cạn tập trung sinh sống rất đa dạng. Trong các khu rừng sồi là ngôi nhà lý tưởng của heo, báo đốm và rất nhiều chim muông líu lo. Dưới nước thì có vô vàng các loài cá đủ kích thước, hình dạng lạ mắt. Tự nhiên đã sắp đặt sẵn những con đường bộ hành dài xinh đẹp nên khách đến đây có thể tản bộ xem chim hót, ngắm cá hồi bơi lội hay câu cá.
Khu bảo tồn lười Sloth Sanctuary, một trung tâm có nhiệm vụ bảo vệ các loài thú, có nhiệm vụ cứu giúp, phục hồi và nuôi dưỡng những động vật hoang dã. Trong suốt hơn 20 năm qua, trung tâm đã cứu sống 800 loài vật, chủ yếu là con lười, thú ăn kiến, thú có mai và các loài khác của địa phương. Lười là động vật thường xuyên bị săn bắt nhất. Hàng ngàn con lấy từ rừng, bị đánh thuốc mê, cắt móng, răng để bán ra nước ngoài. Nhờ khu bảo tồn Sloth Sanctuary có nhiều tình nguyện viên sẵn sàng giải cứu các con vật bị ngược đãi và chăm sóc chúng chu đáo, tạo cho các con vật xấu số một mái ấm tự nhiên như nơi chúng từng sống.
Ngoài ra còn có vườn quốc gia nổi tiếng trong giới các nhà sinh thái là Vườn Quốc gia Corcovado. Vườn này cũng là nơi đón nhiều du khách đến xem nhiều loài động vật hoang dã. Khu rừng mưa nhiệt đới, cũng giống như các khu rừng khác của Vườn quốc gia Braulio Carrillo, được coi là những lá phổi của San José, Vườn quốc gia Cahuita nằm trên bờ biển Caribê.,Công viên quốc tế La Amistad, Khu bảo tồn Guanacaste

## Bảo tồn

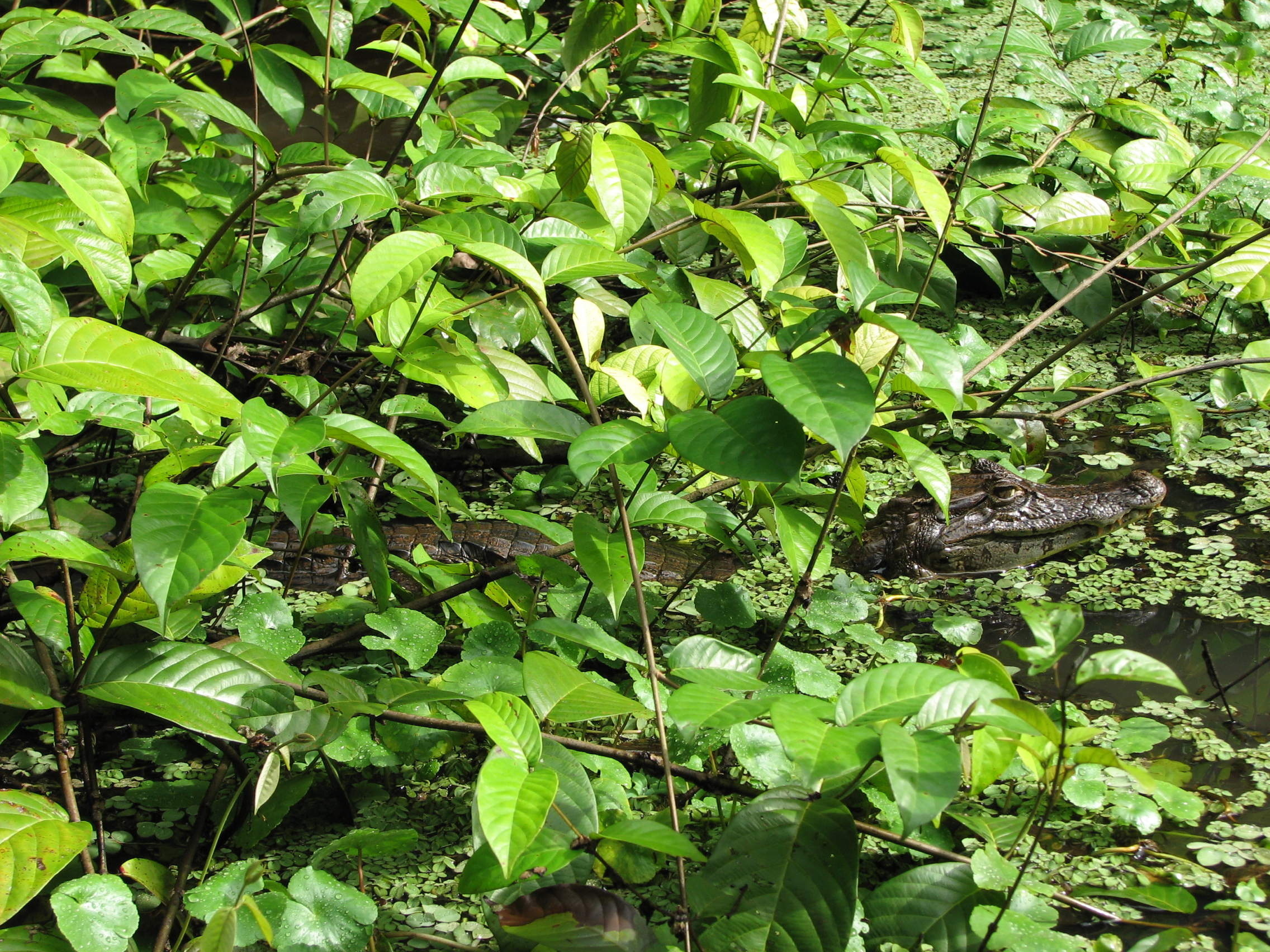
Một con cá sấu Caiman lẫn trong rừng

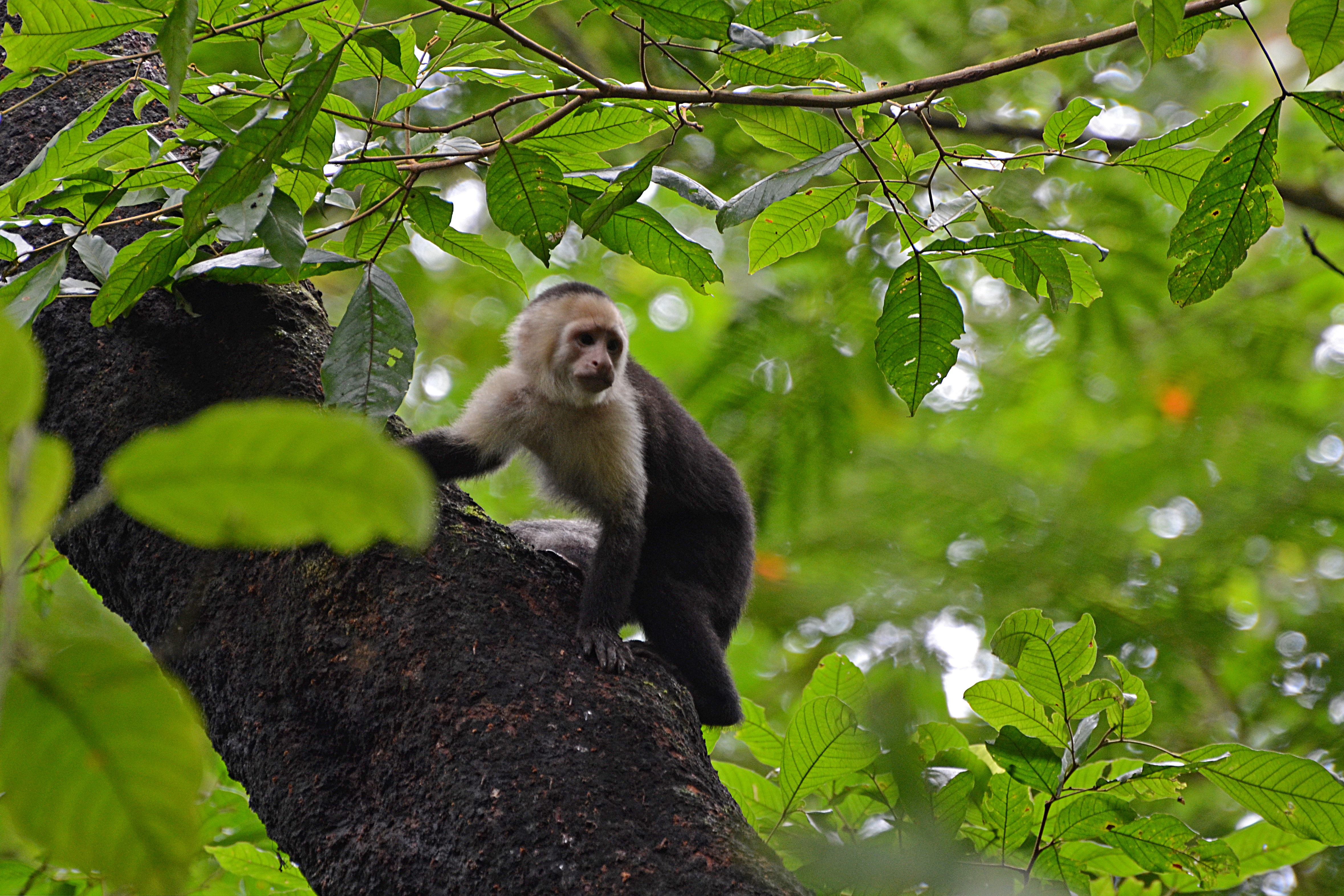
Loài khỉ mũ mặt trắng

Hơn 25% diện tích lãnh thổ Costa Rica là các khu rừng và khu dự trữ thiên nhiên được bảo vệ. Costa Rica thu hút hàng triệu du khách mỗi năm. Du lịch được xem là ngành kinh tế mũi nhọn của Costa Rica nên chính quyền đã có chính sách bảo vệ thiên nhiên một cách hữu hiệu. Họ đã dành hơn 30% diện tích đất đai cho thiên nhiên, muông thú và con người chỉ được thăm viếng giới hạn, tuyệt đối không được sinh sống, khai phá và săn bắn trong vùng này.
Đây là điểm thu hút nhiều khách du lịch đến với nước này nhưng cũng là nhân tố thúc đẩy các hoạt động buôn bán trái phép động vật hoang dã. Chính phủ Costa Rica đã đẩy mạnh cuộc chiến chống hoạt động nuôi nhốt và buôn bán trái phép động vật hoang dã. Theo quy định của Costa Rica, những người buôn bán trái phép động vật hoang dã sẽ phải đối mặt với mức án từ 1-3 năm tù giam. Mặc dù từ năm 2012, luật pháp đã quy định buôn bán động vật là hành vi phạm tội và tăng hình phạt với hành vi này. Tuy nhiên, hình phạt nghiêm khắc hiếm khi được áp dụng.
Costa Rica chỉ là một trong rất nhiều cửa ngõ buôn lậu động vật trên thế giới. Các loài động vật mà người nước ngoài buôn lậu rất đa dạng, có khi là cả chim ruồi và ếch mắt đỏ. Động vật quý hiếm như mèo rừng của Costa Rica bị bắt, buôn lậu và giết chết để lấy da. Một số loài rắn và ếch có thể được đẩy giá lên đến 1.500 USD/con ở châu Âu, con ếch nhỏ cũng có thể bán với giá 50 USD  Theo thống kê, chỉ riêng trong năm 2013, chính quyền Costa Rica đã thu giữ 239 con chim, 82 con vật bò sát và động vật có vú từ 159 trạm kiểm soát ở khu vực biên giới và nhà riêng của những đối tượng nghi vấn.
Từng có vụ buôn lậu hơn 400 con vật bò sát giấu trong các hộp nhựa đựng thức ăn được coi là vụ buôn lậu động vật hoang dã qua đường hàng không lớn nhất trong lịch sử nước này Cảnh sát Costa Rica đã bắt giữ một người khi phát hiện người này tìm cách vận chuyển trái phép 170 động vật nhiệt đới quý hiếm cất giấu trong hành lý xuất cảnh. Sau khi lục soát, lực lượng an ninh tìm thấy có 100 con ếch, 50 con rắn và 20 con thằn lằn được giấu trong các hộp thực phẩm và túi nhựa. Sau đó, an ninh sân bay đã phát hiện 184 con ếch, 42 con thằn lằn, chín con rắn và 203 con nòng nọc đặt trong hộp nhựa dưới túi hành lý ký gửi đến châu Âu. 

## Hình ảnh
Hình ảnh các động vật tại Costa Rica

Các loài chim
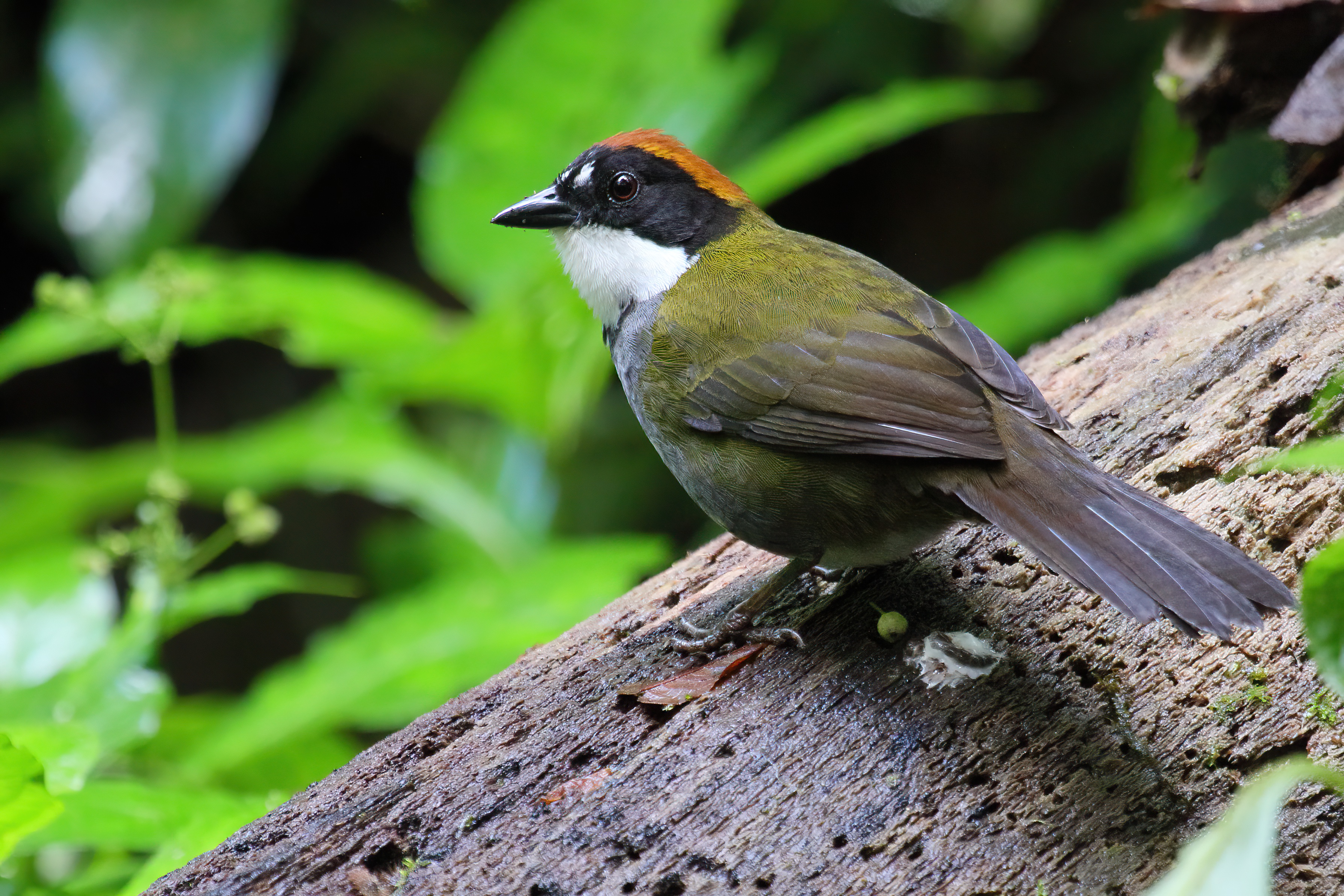
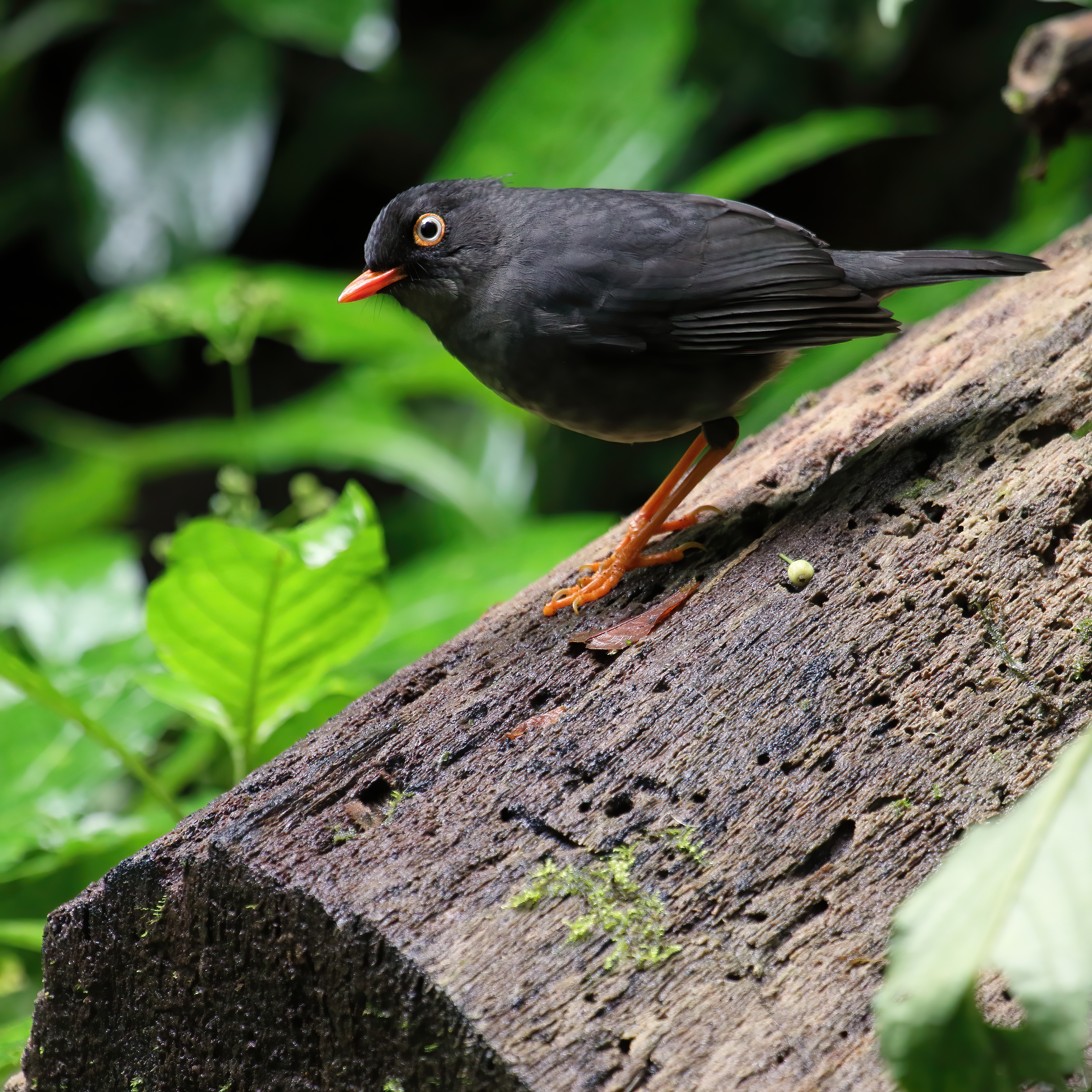
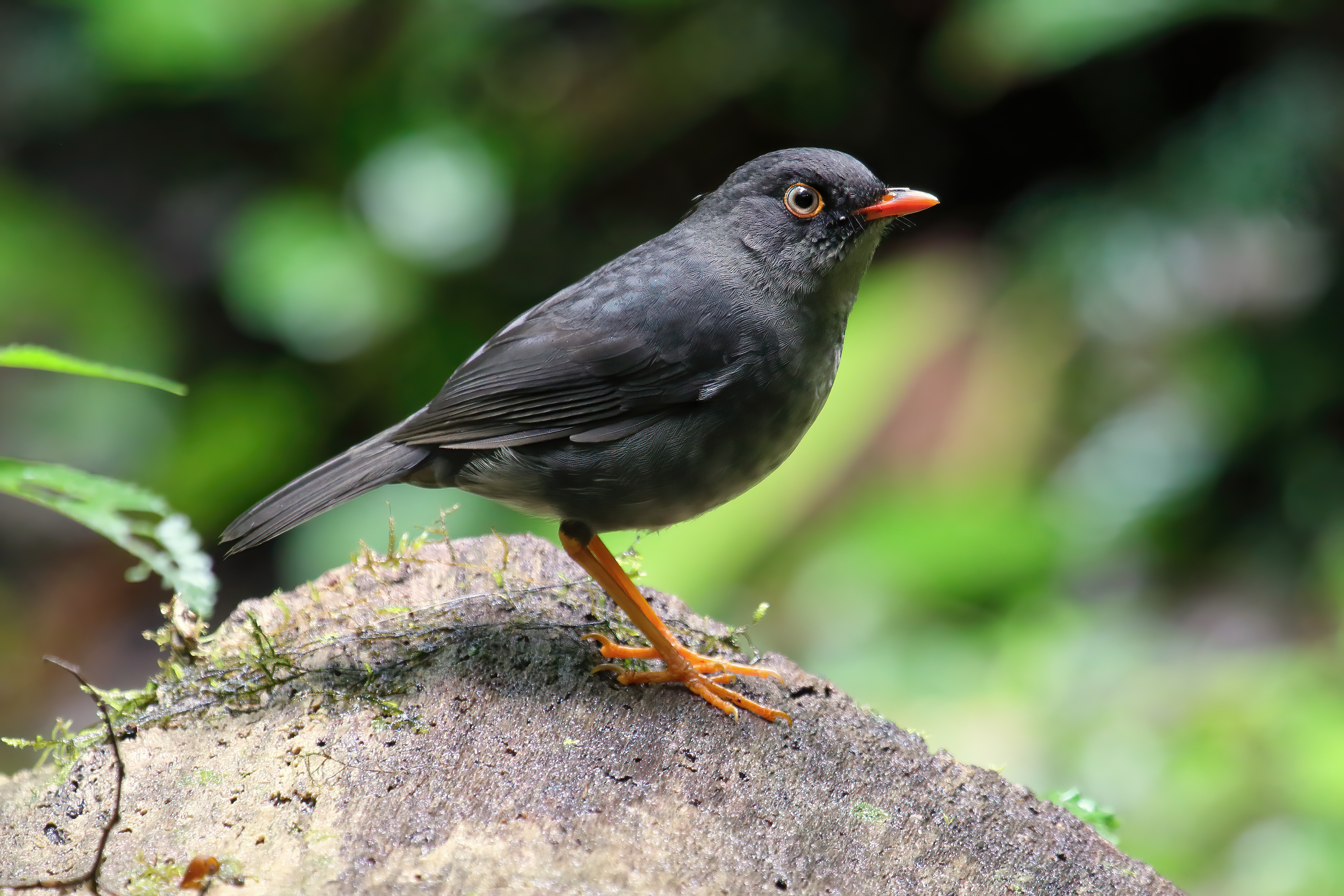
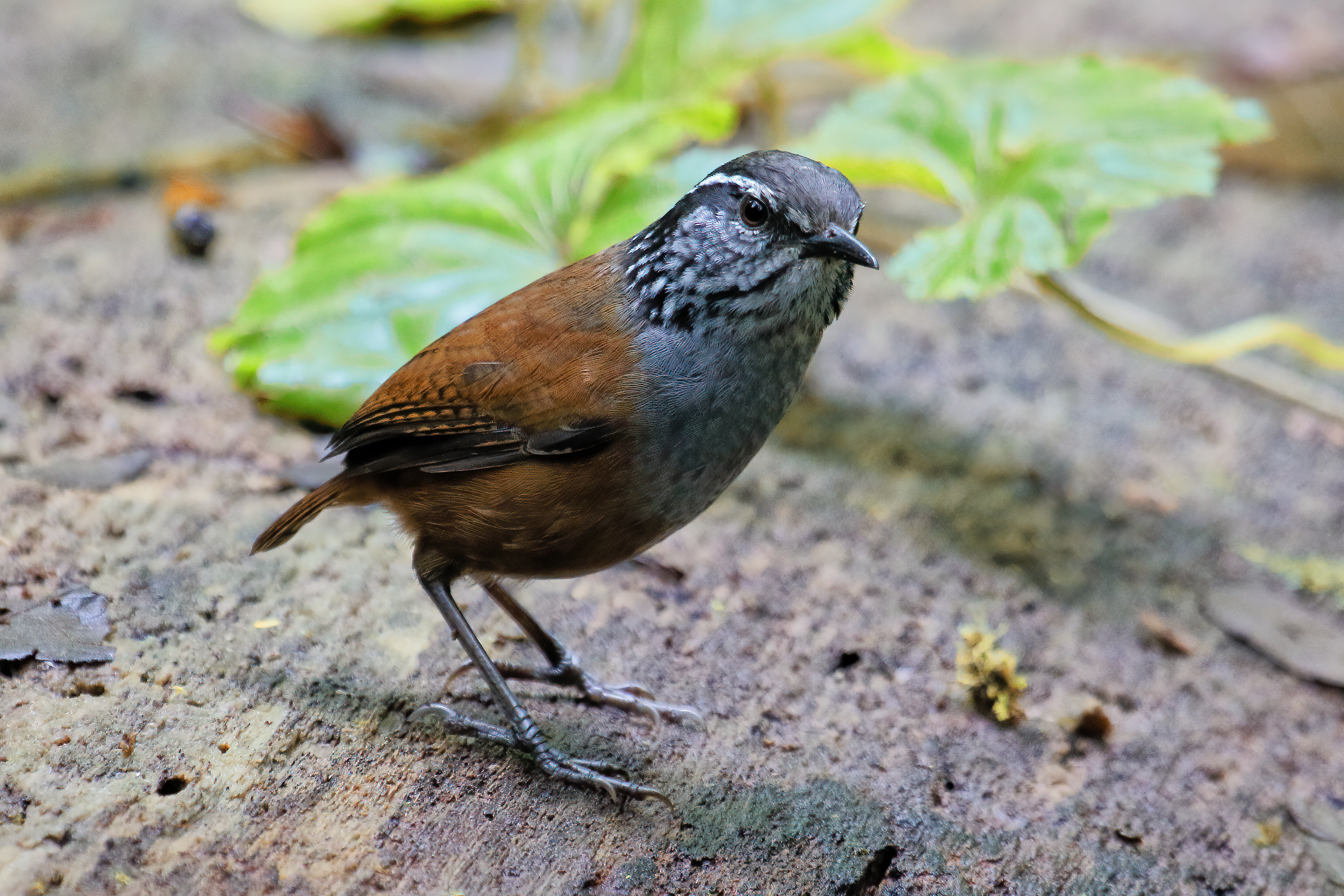
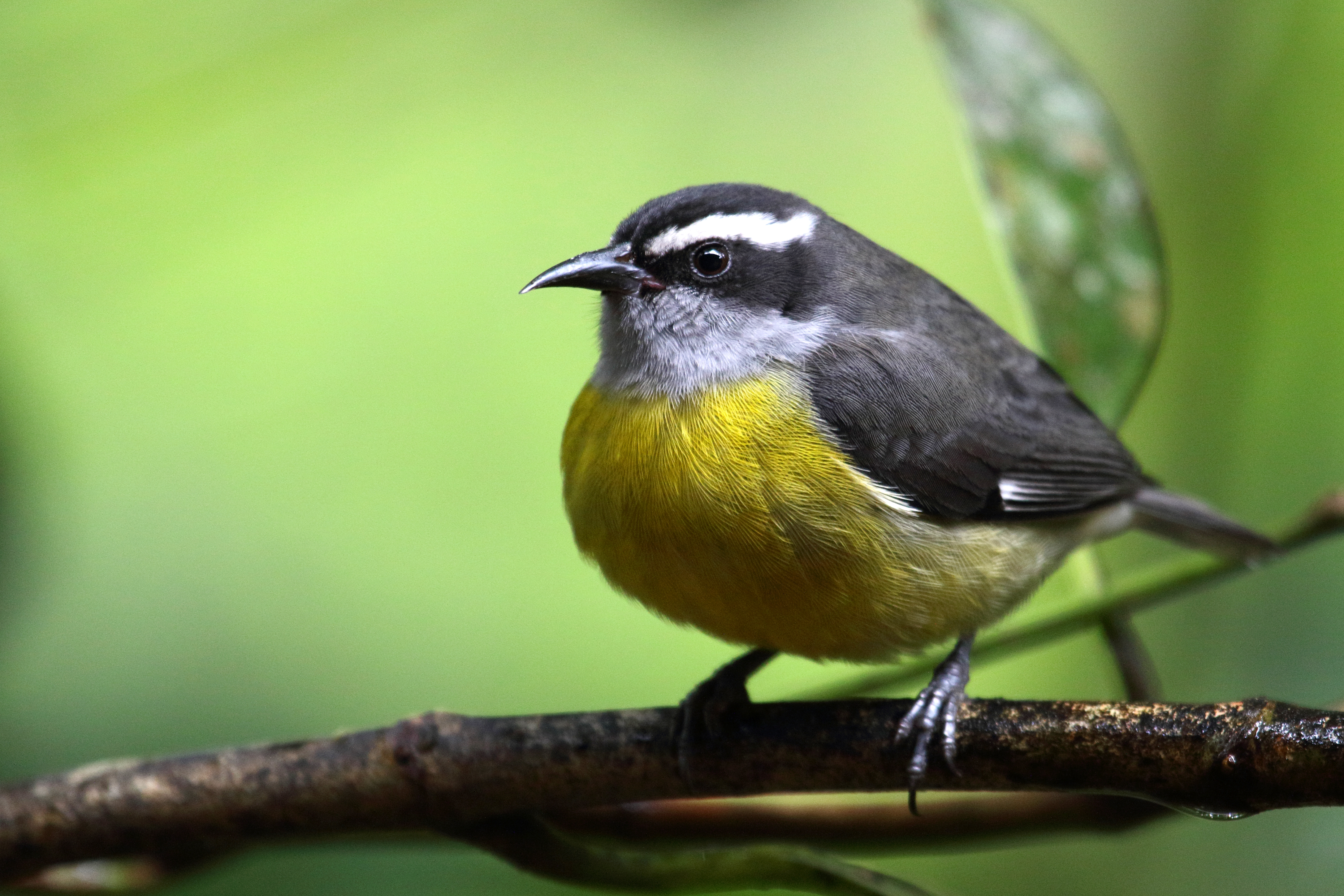
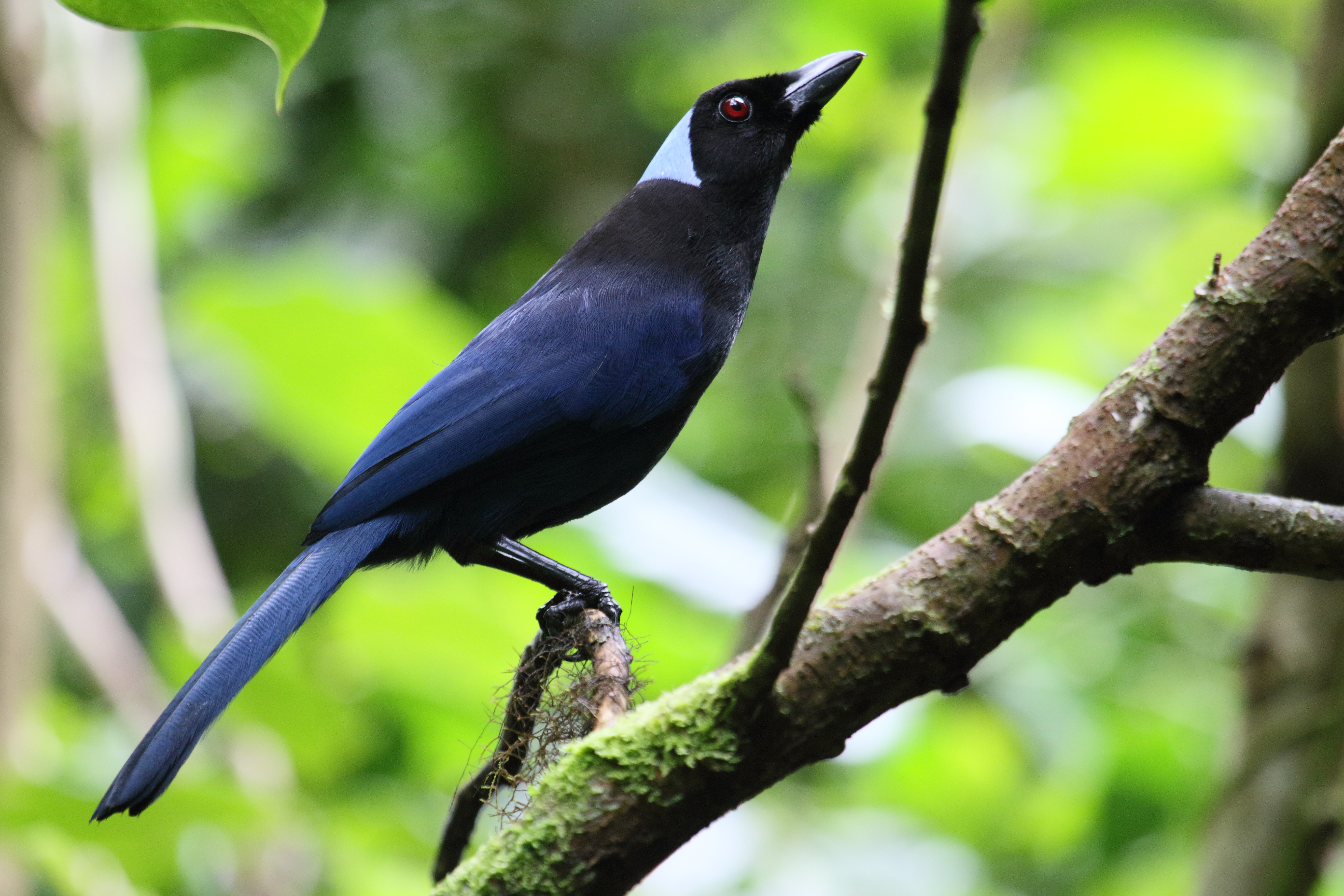
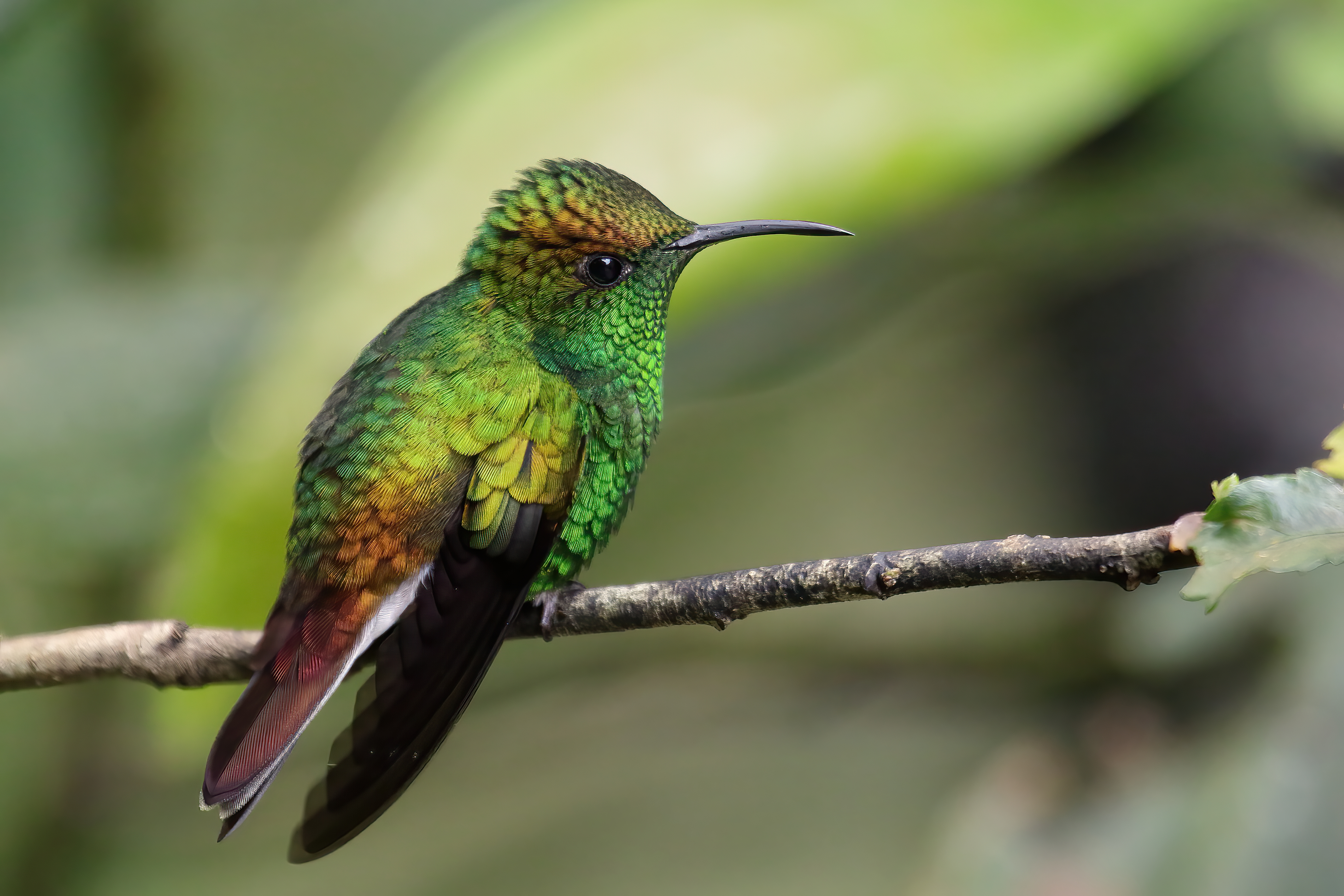
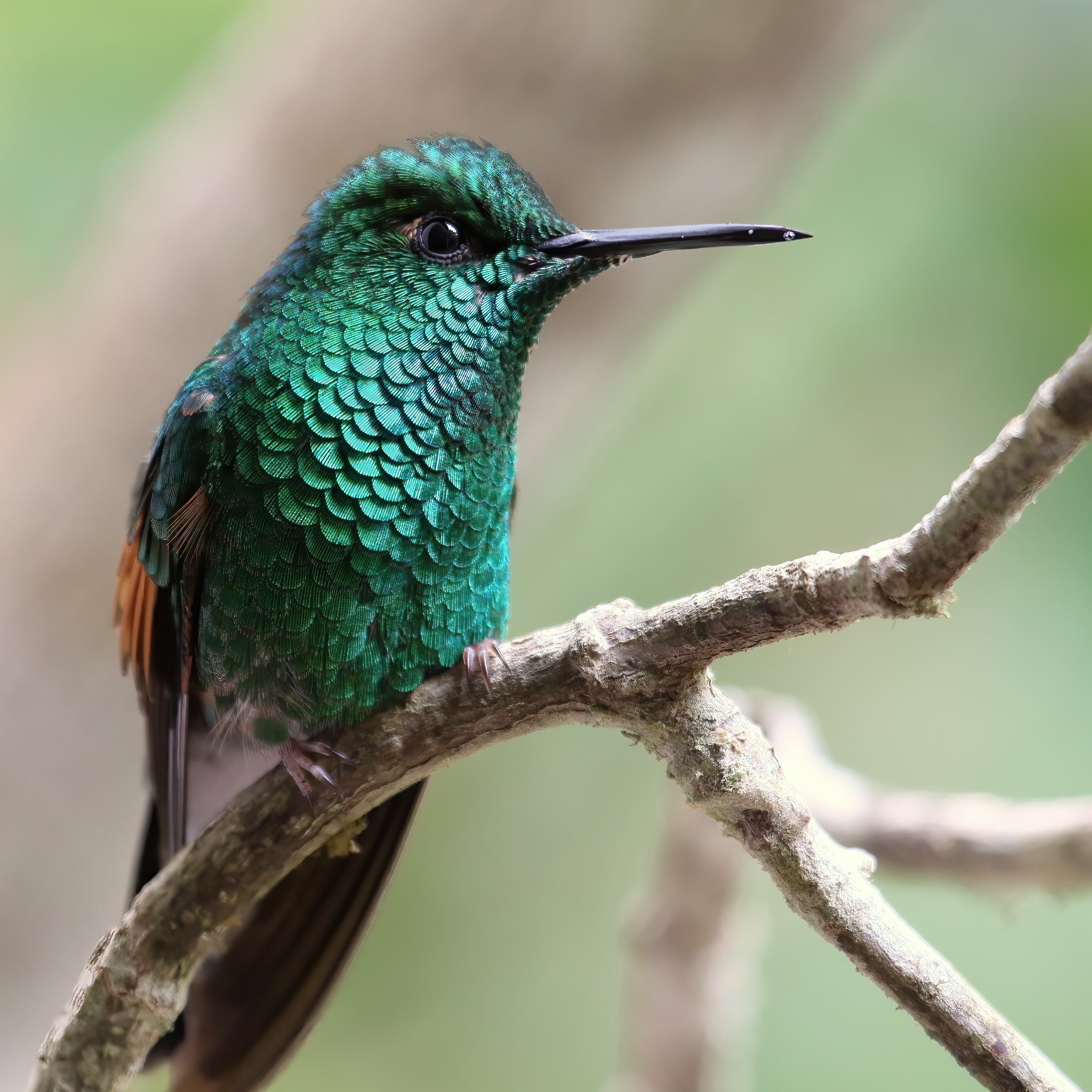
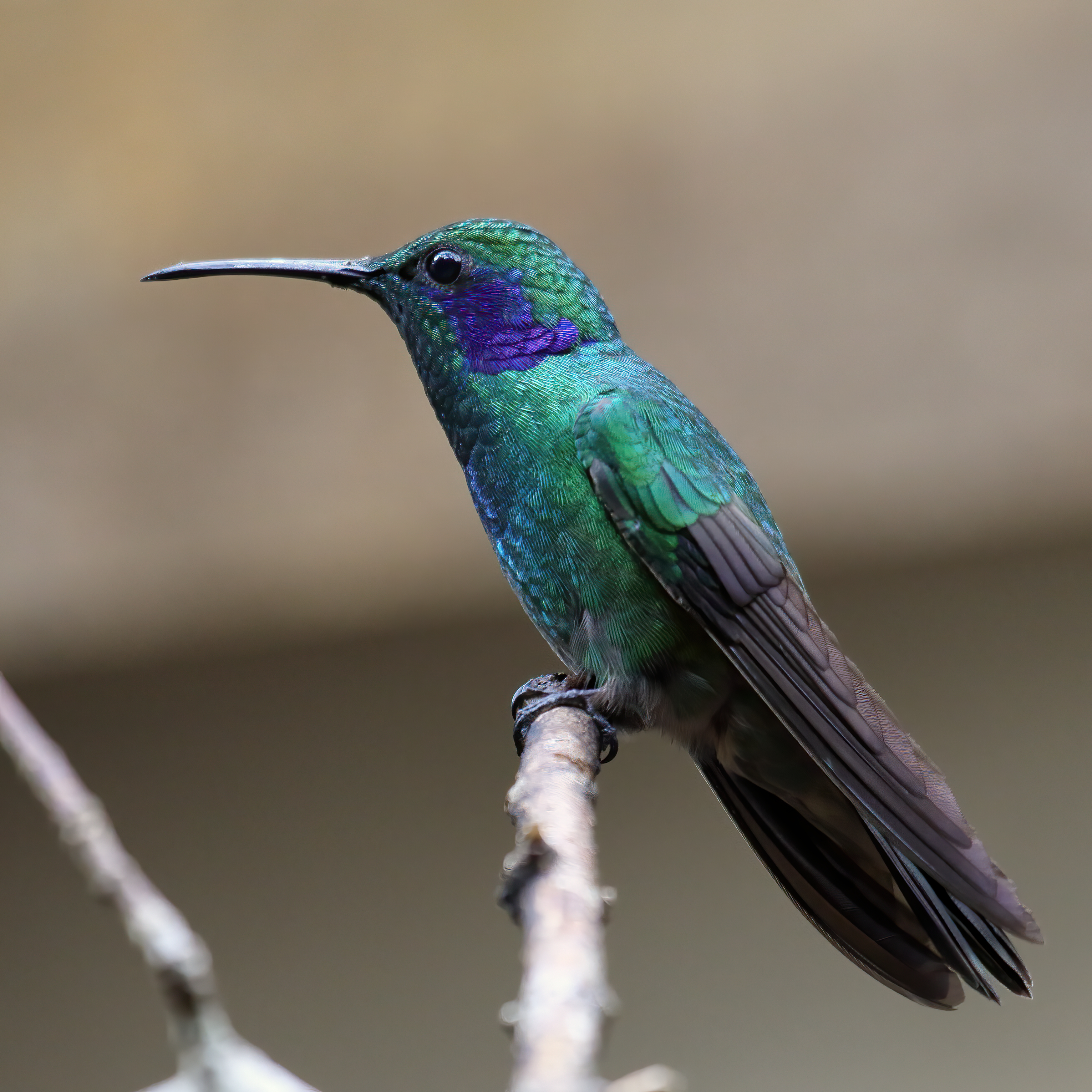
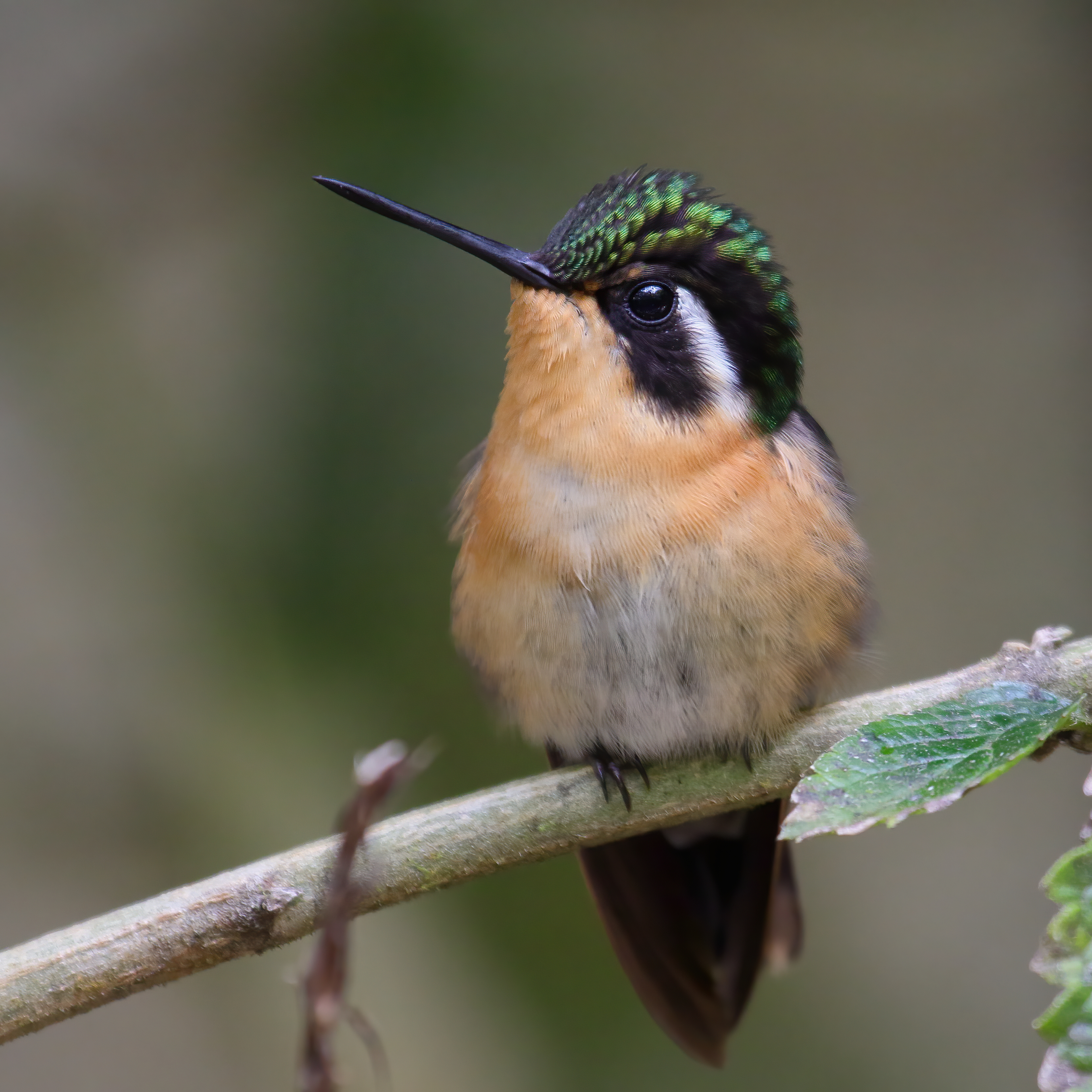
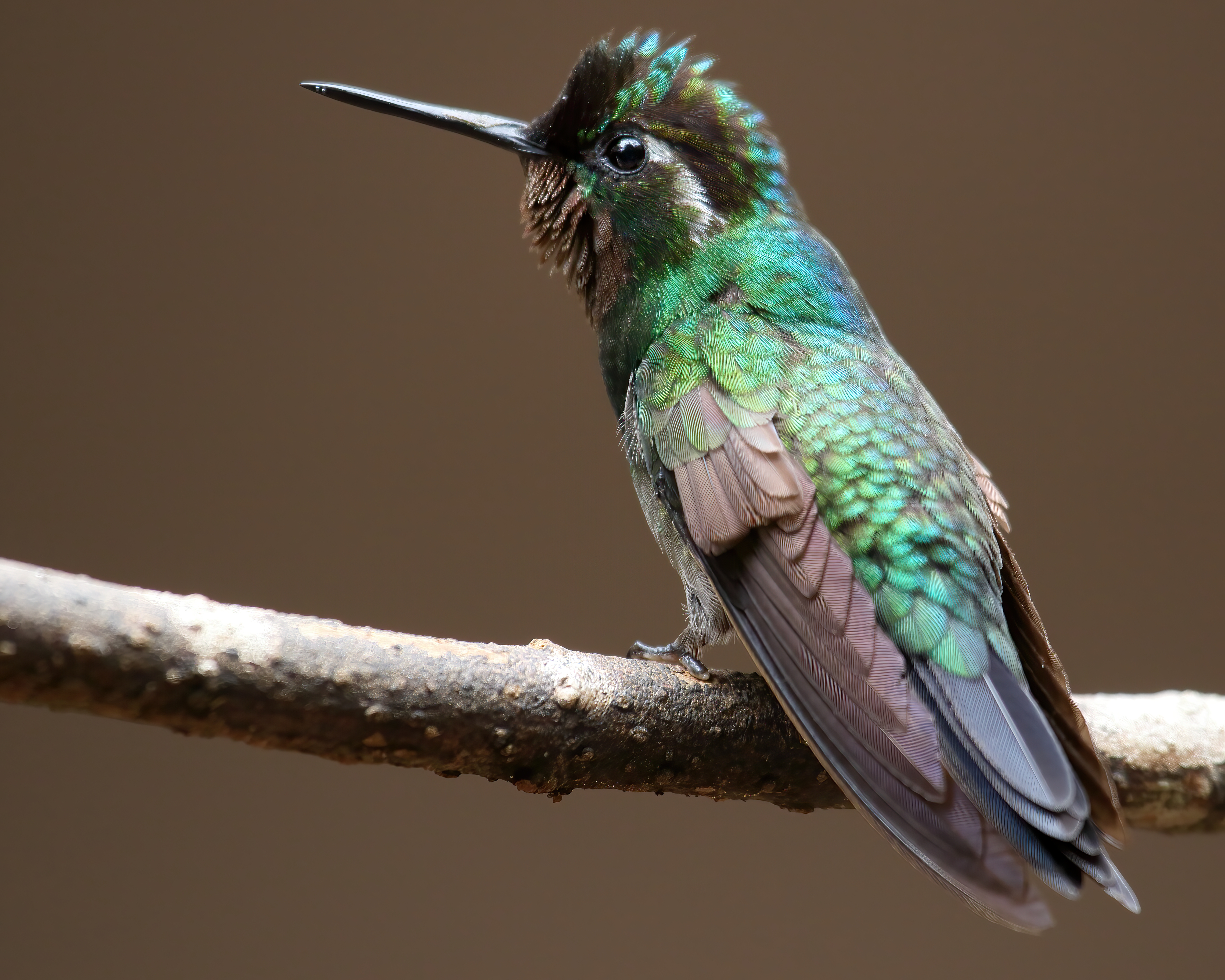
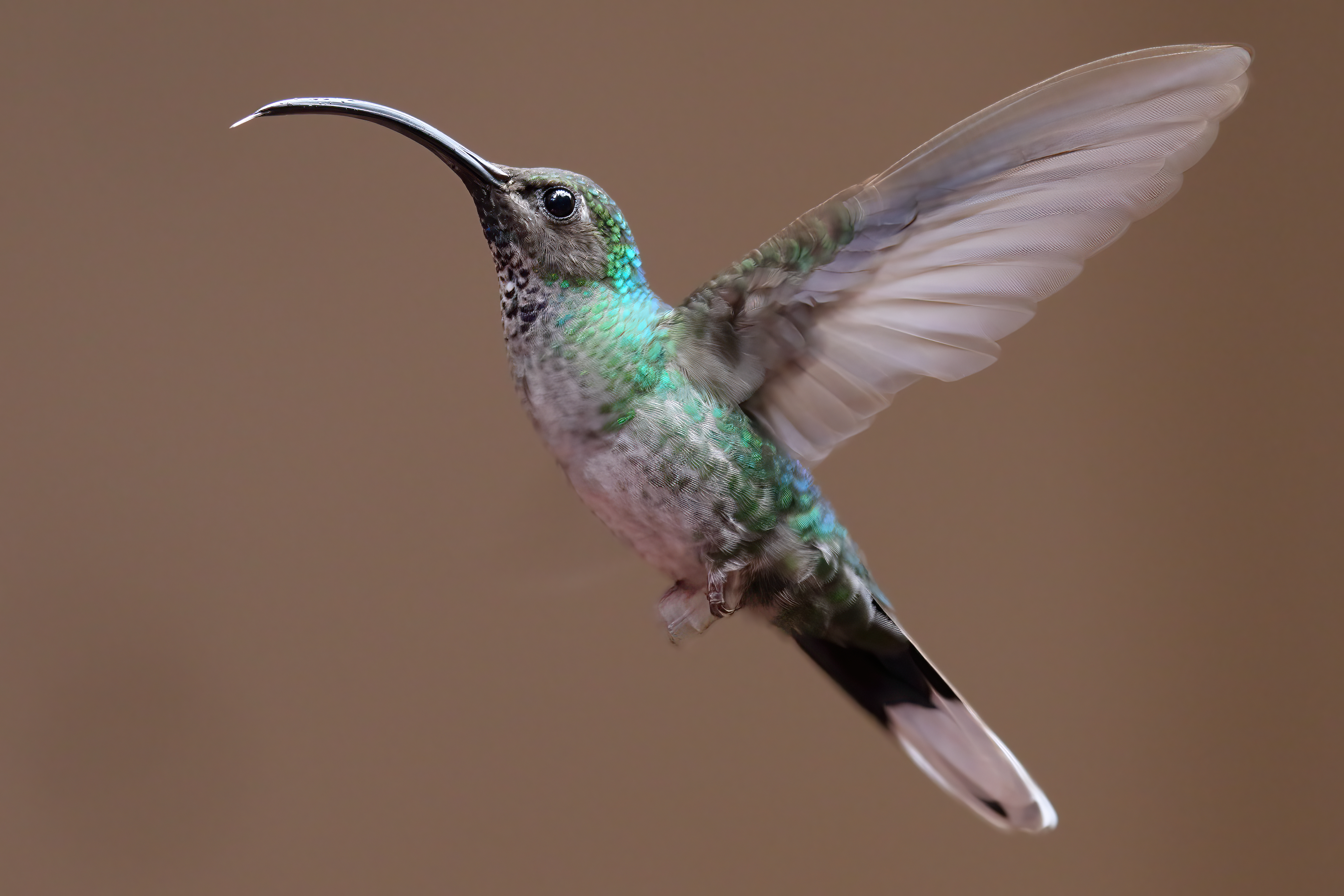
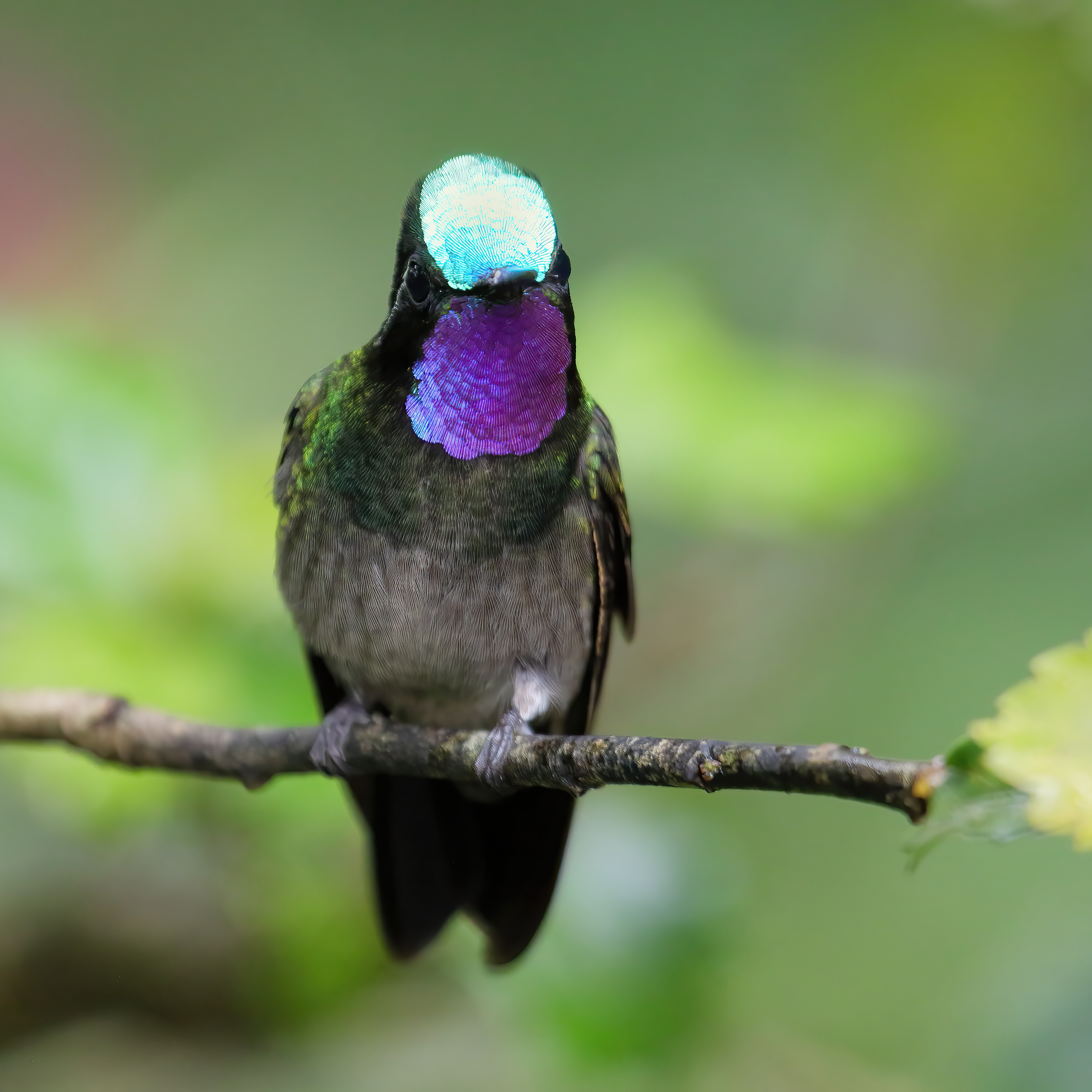
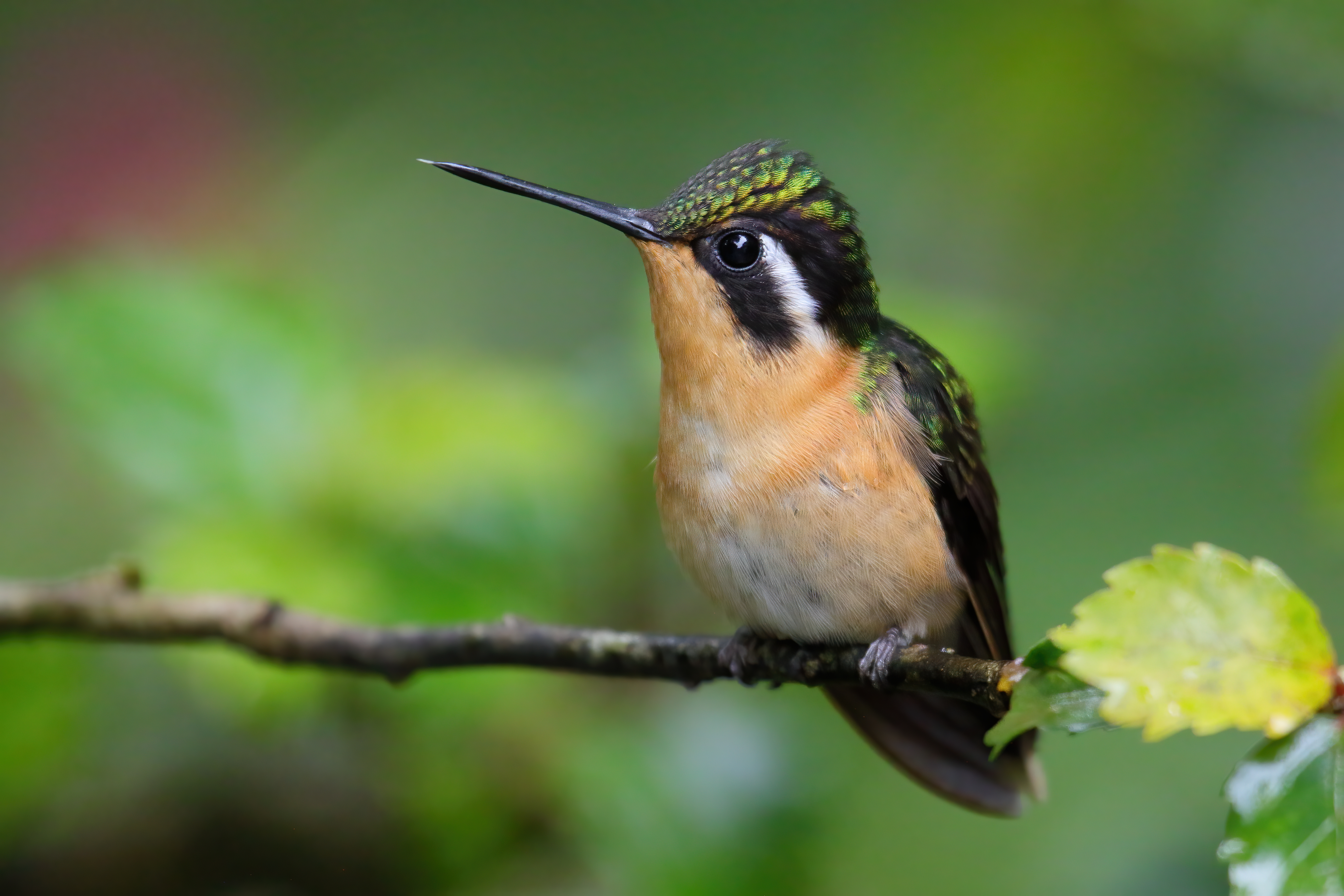
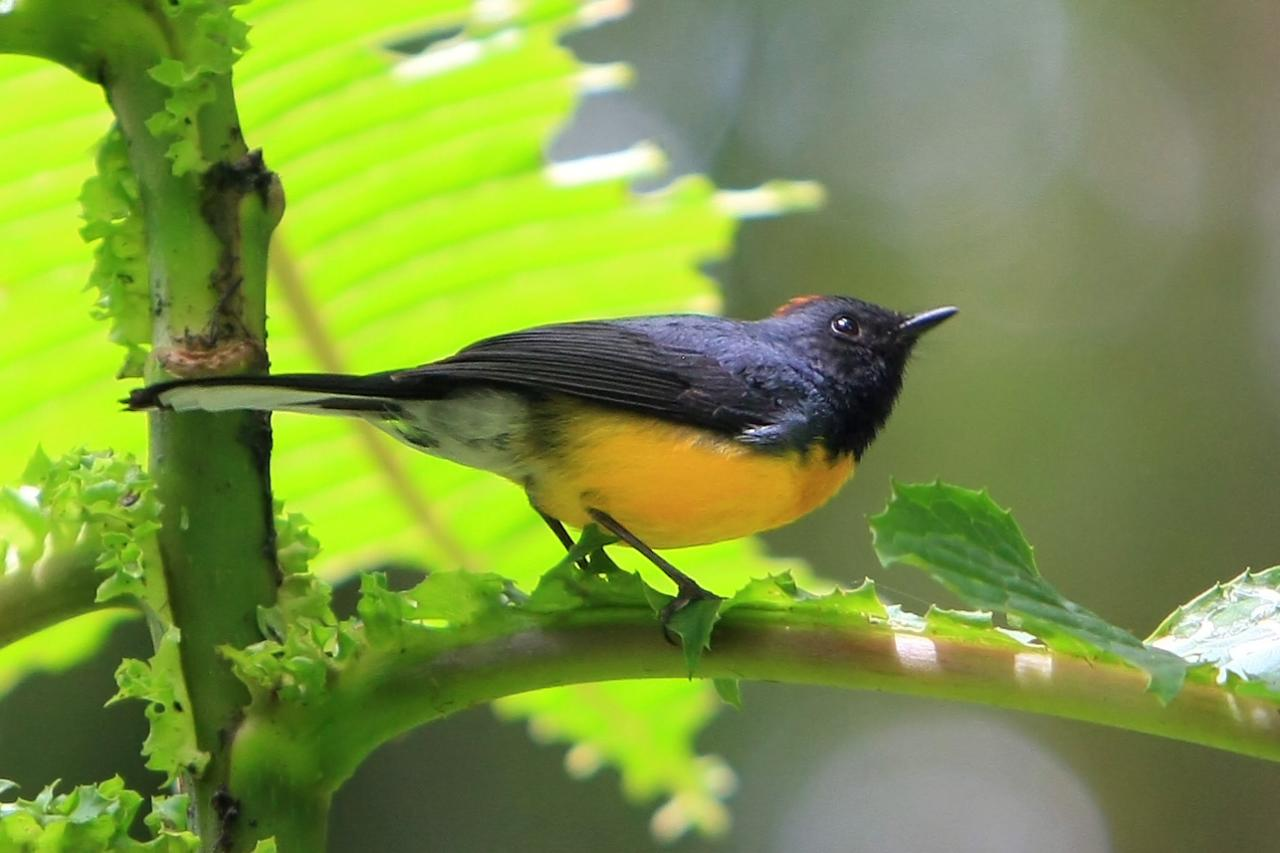
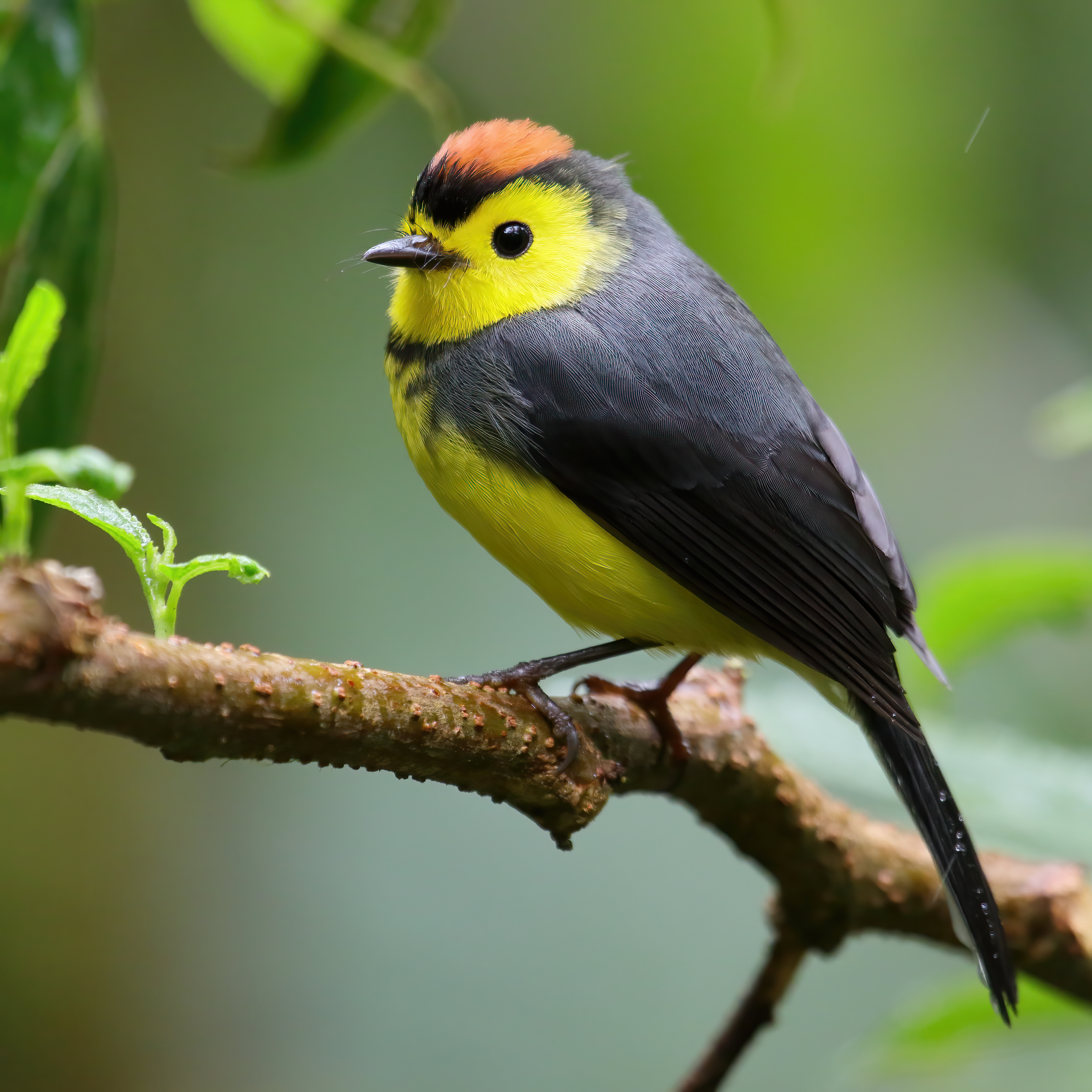
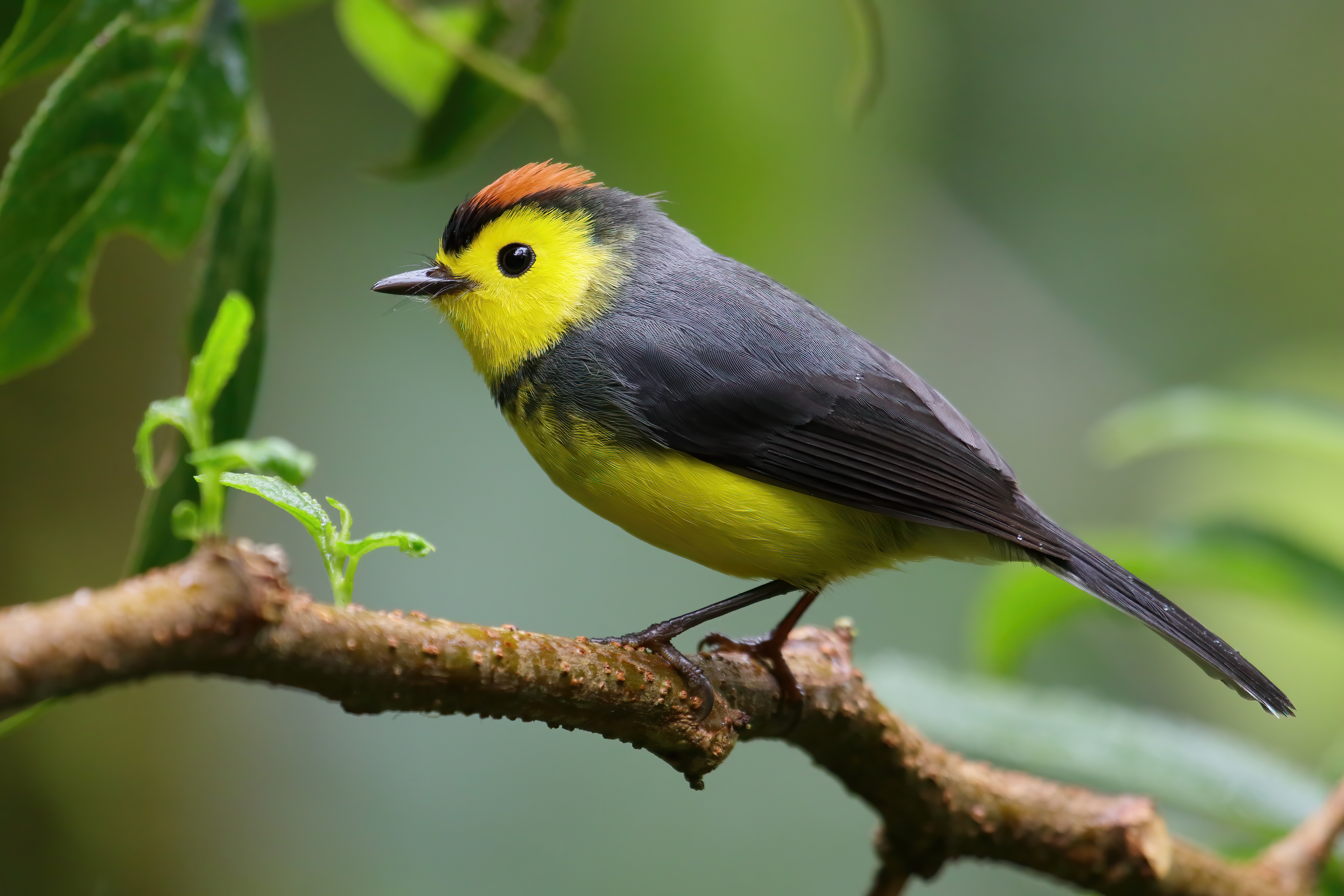
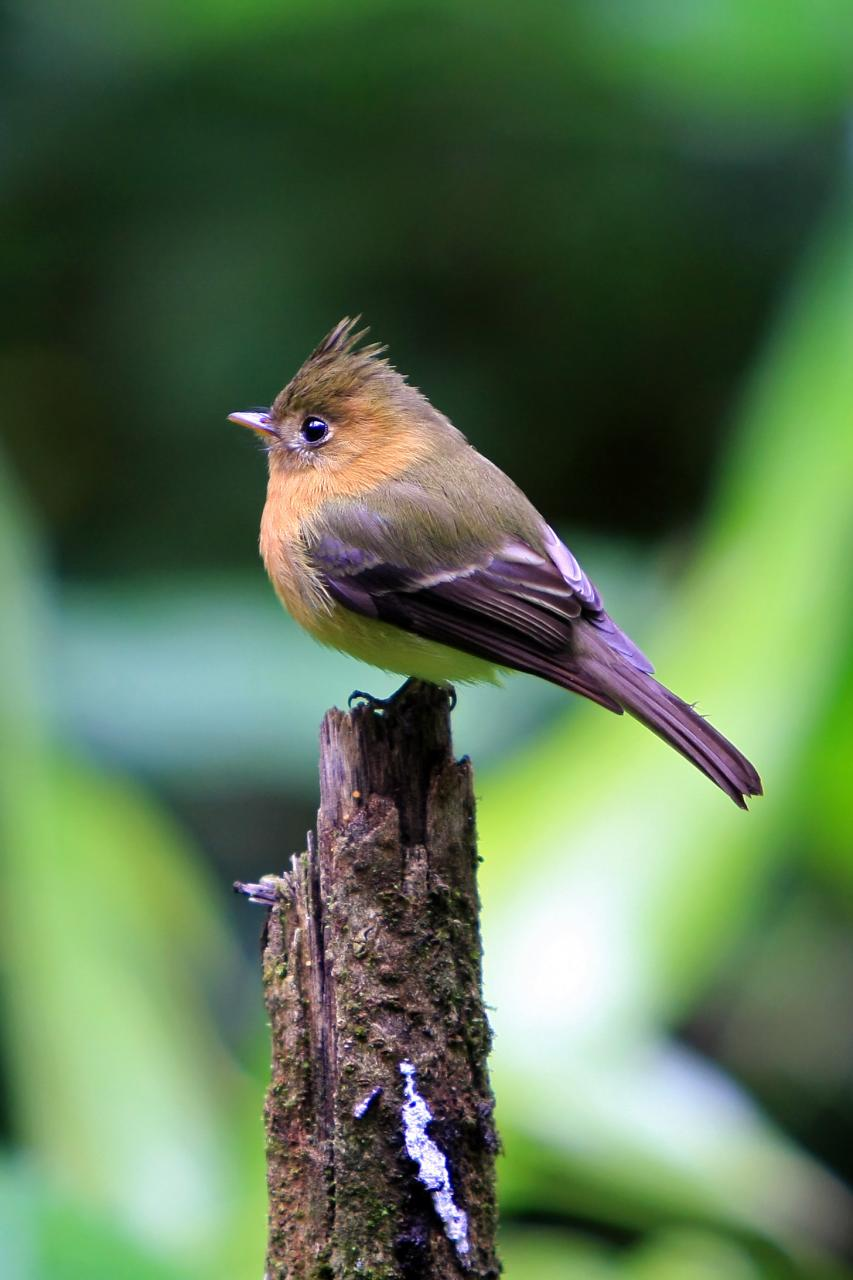
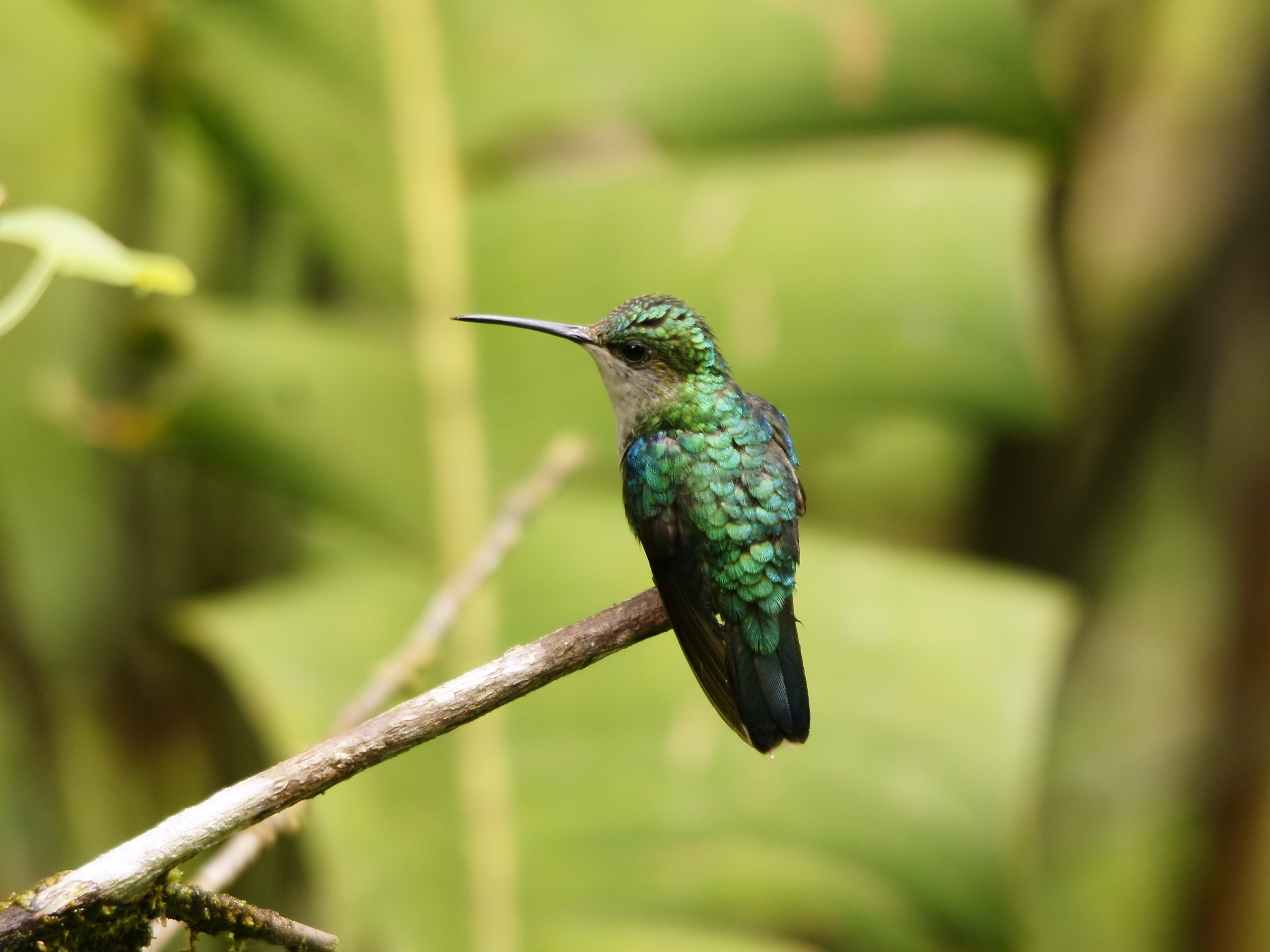
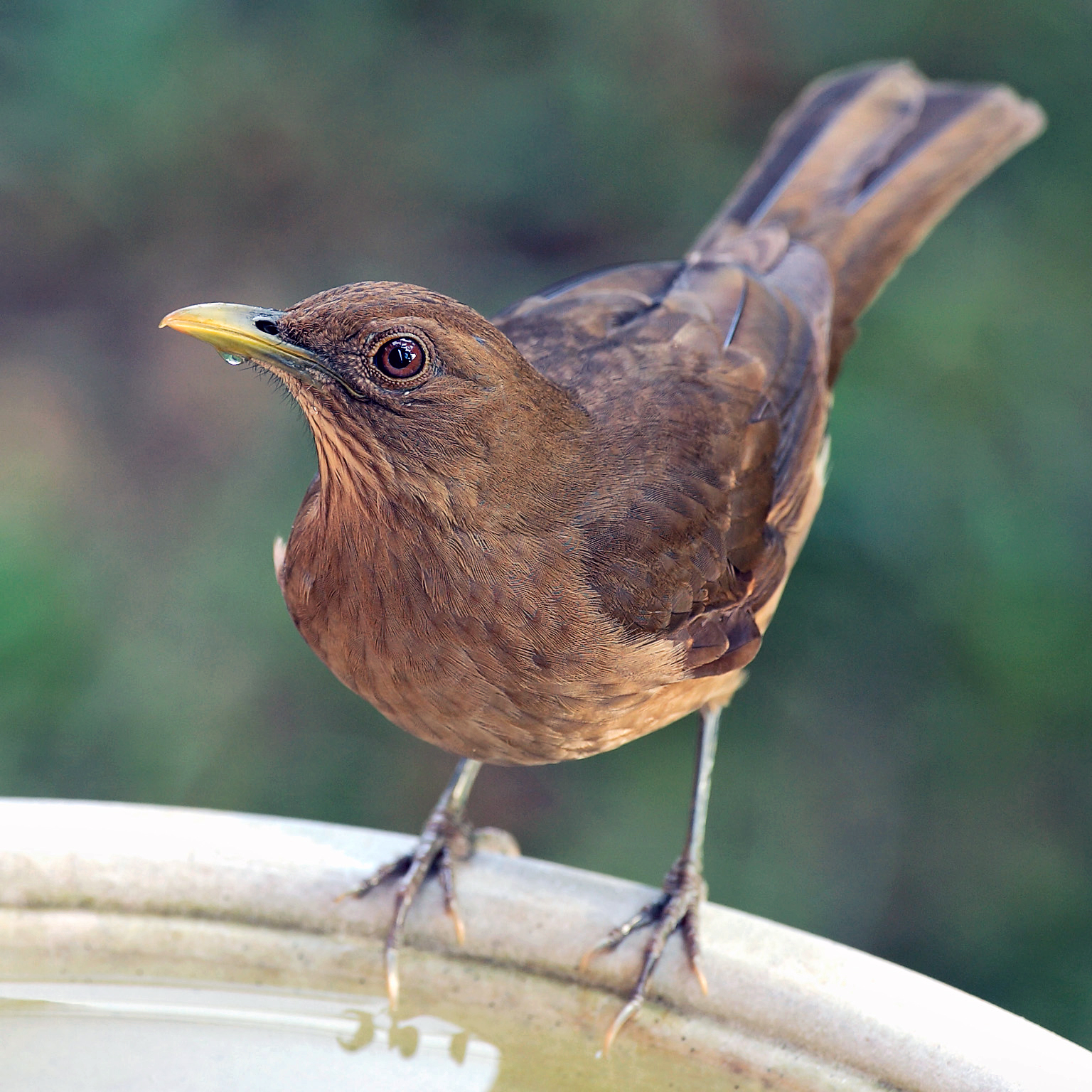
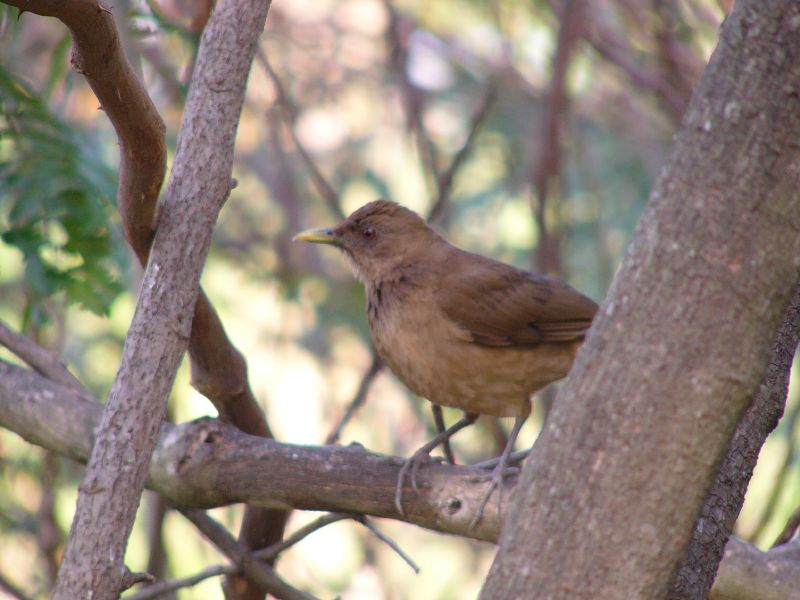
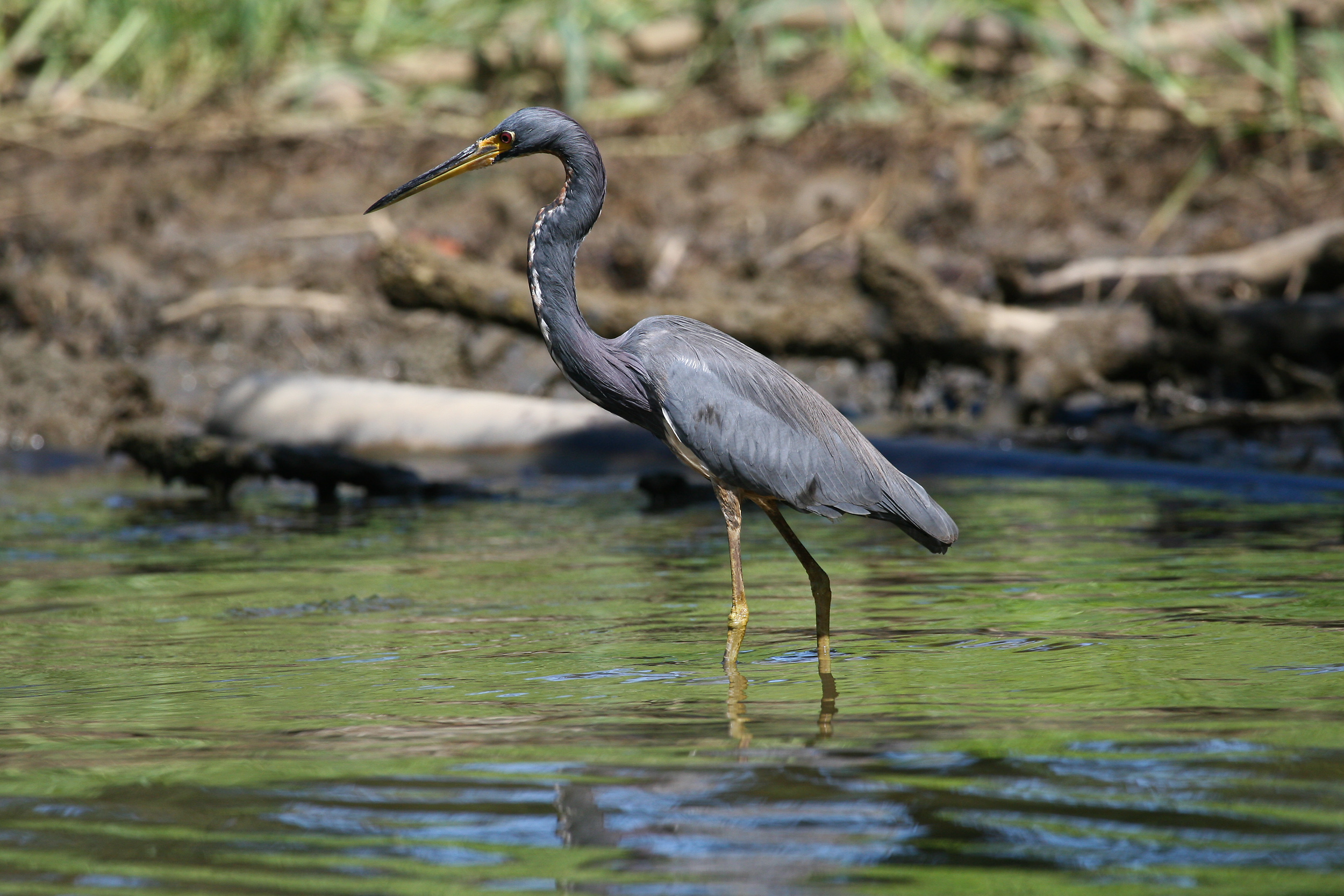
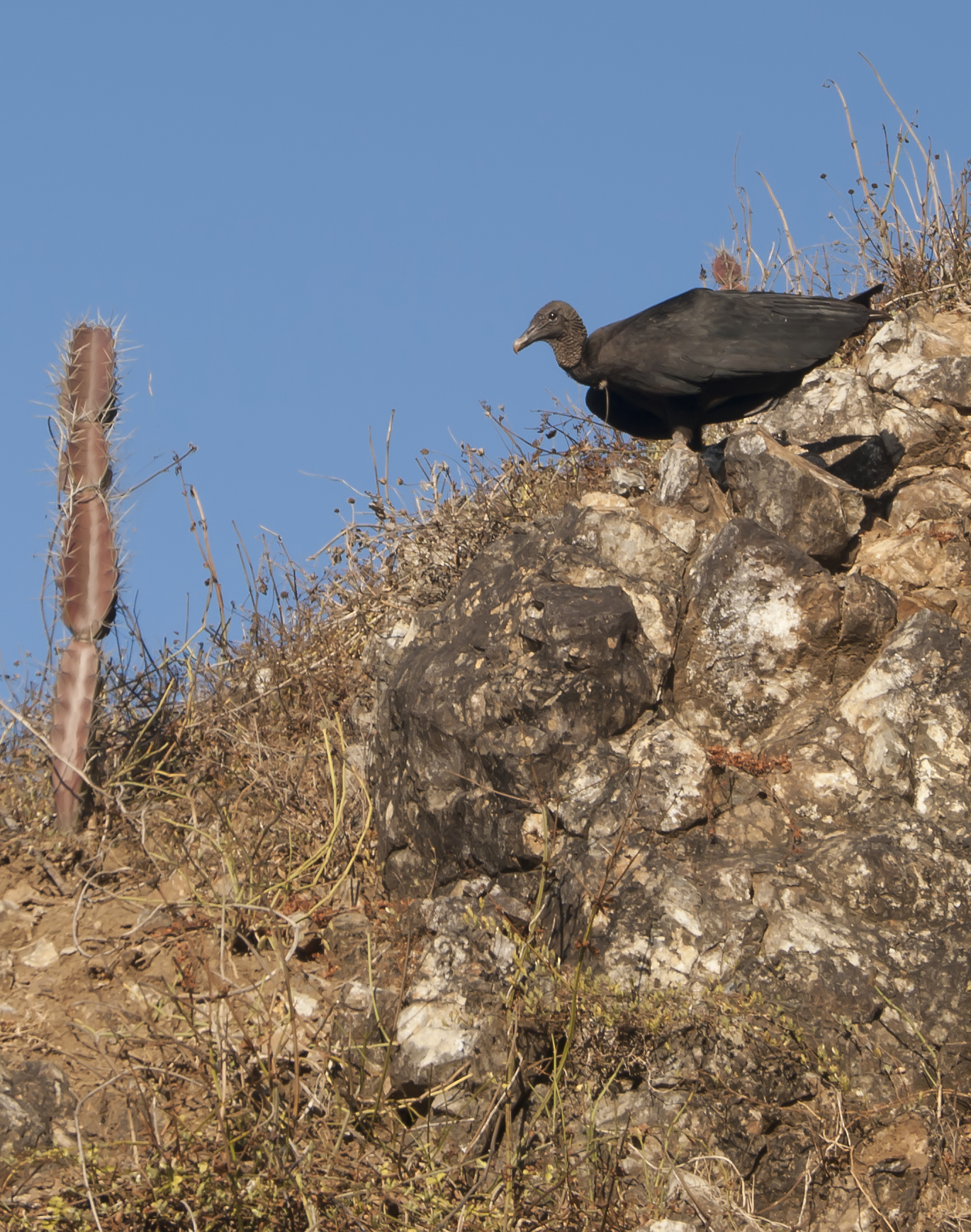
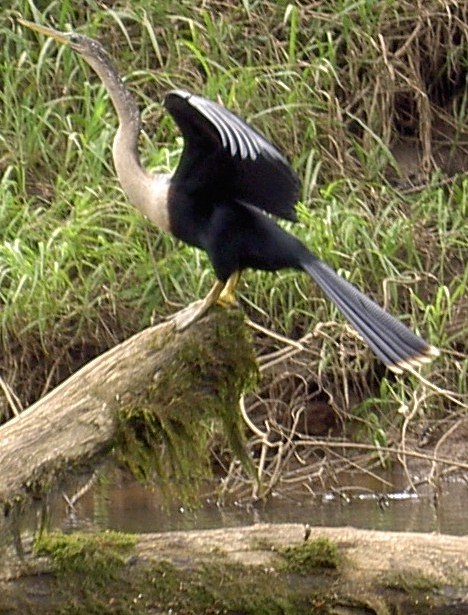

Các loài bướm
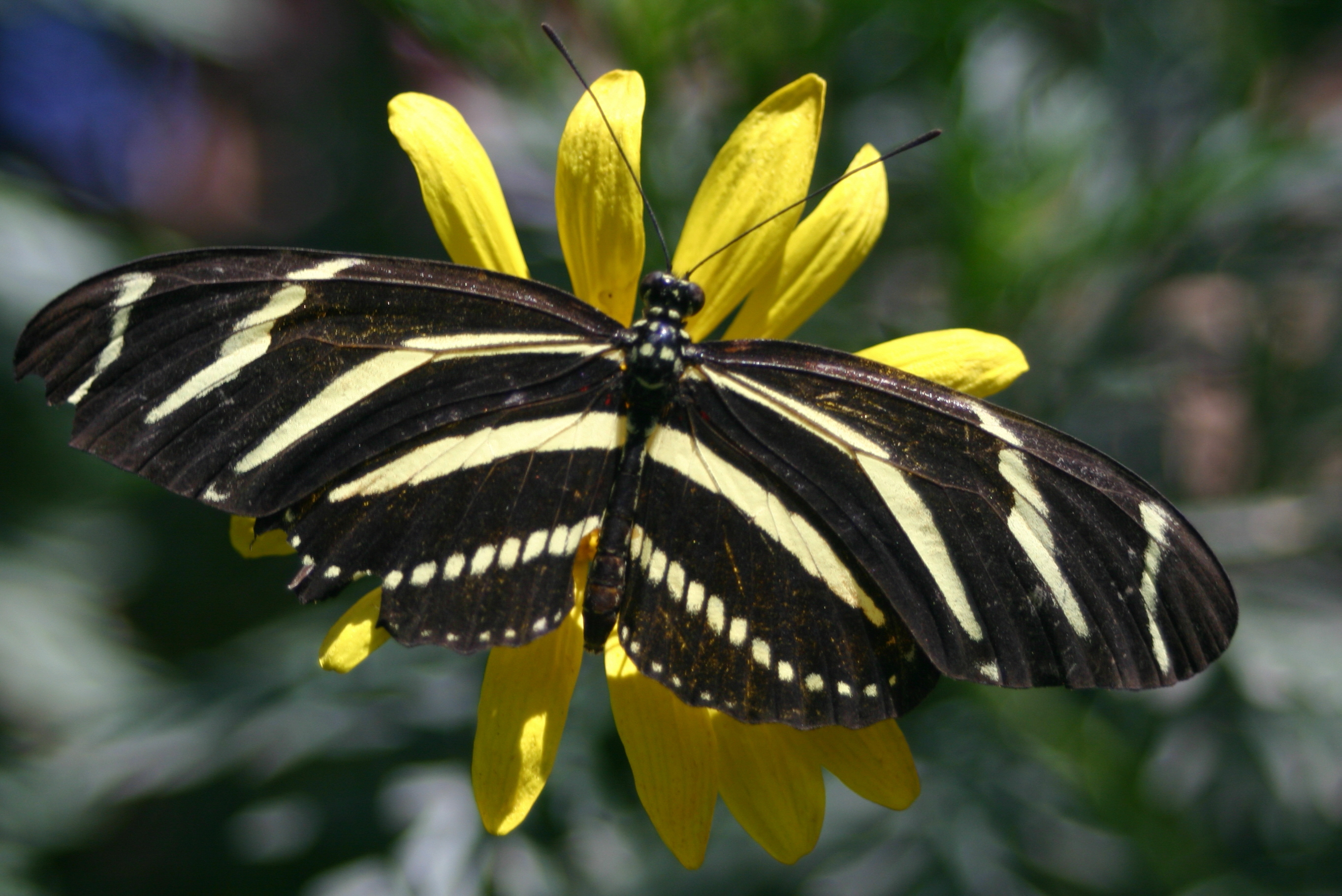
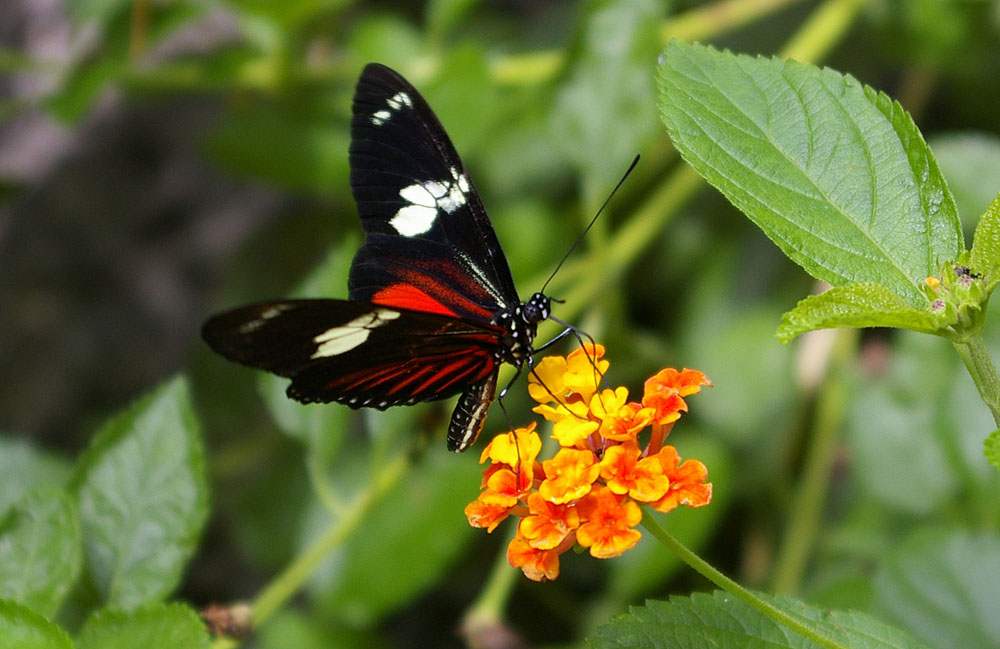
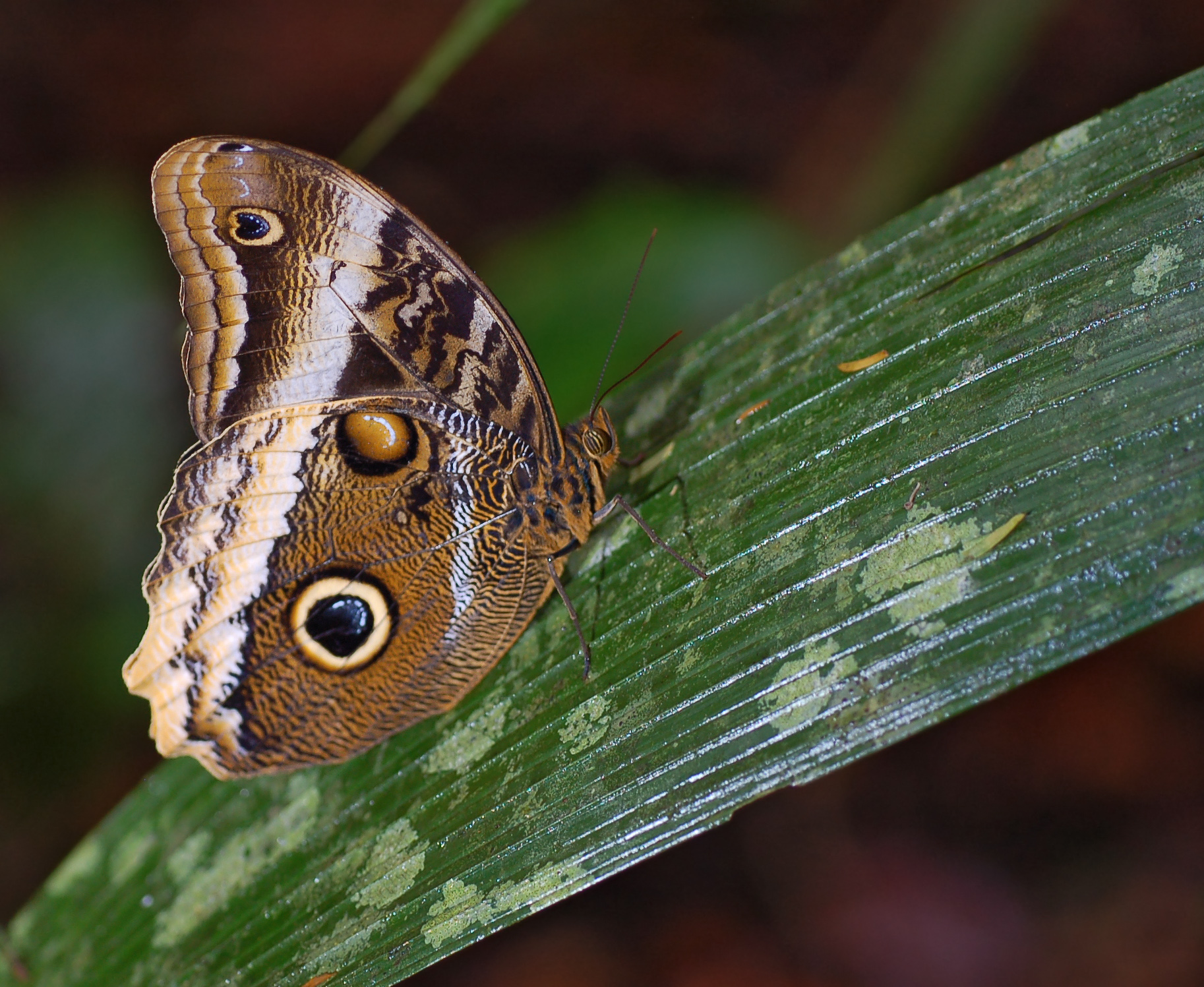

Các loài ếch
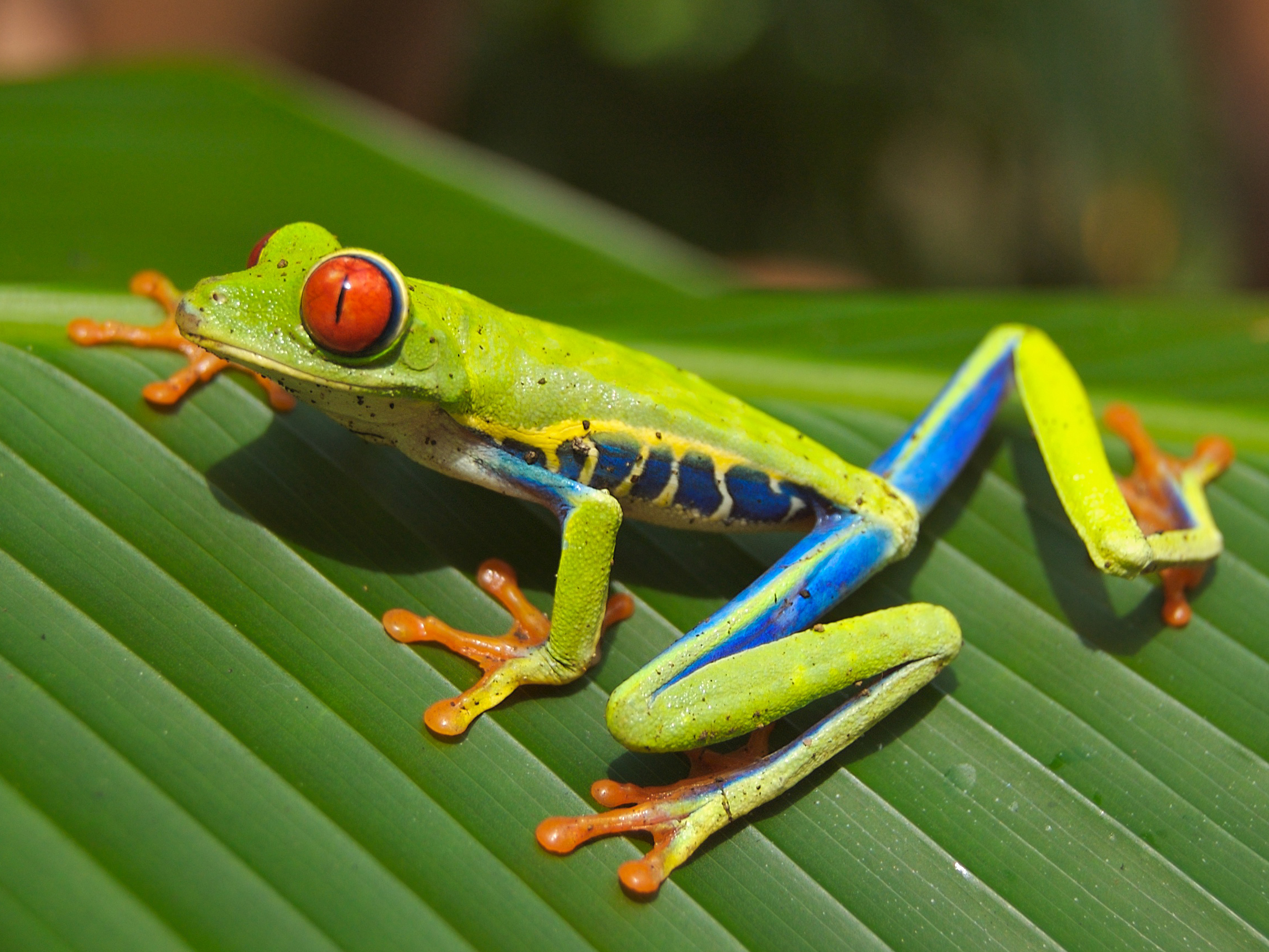
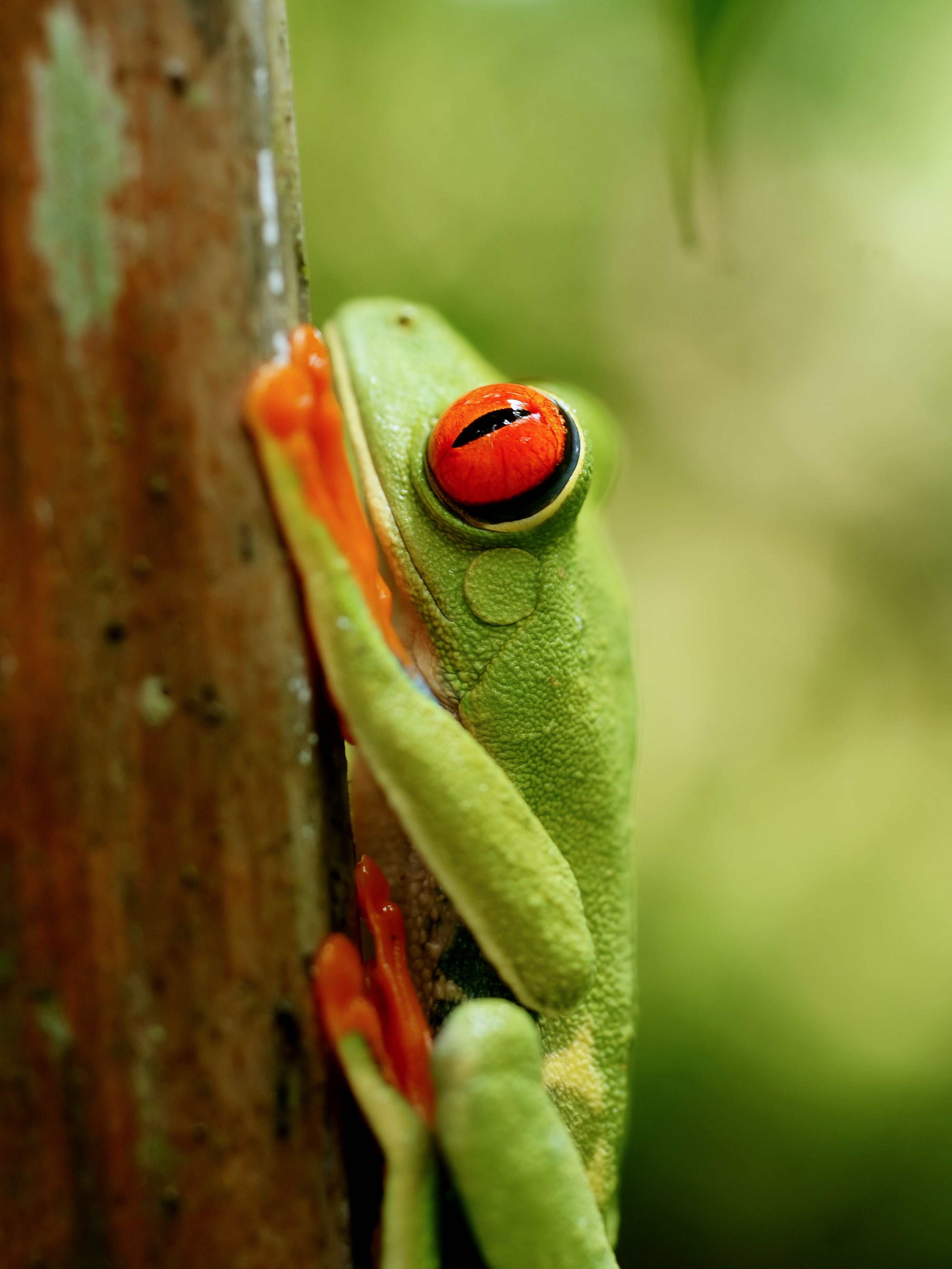
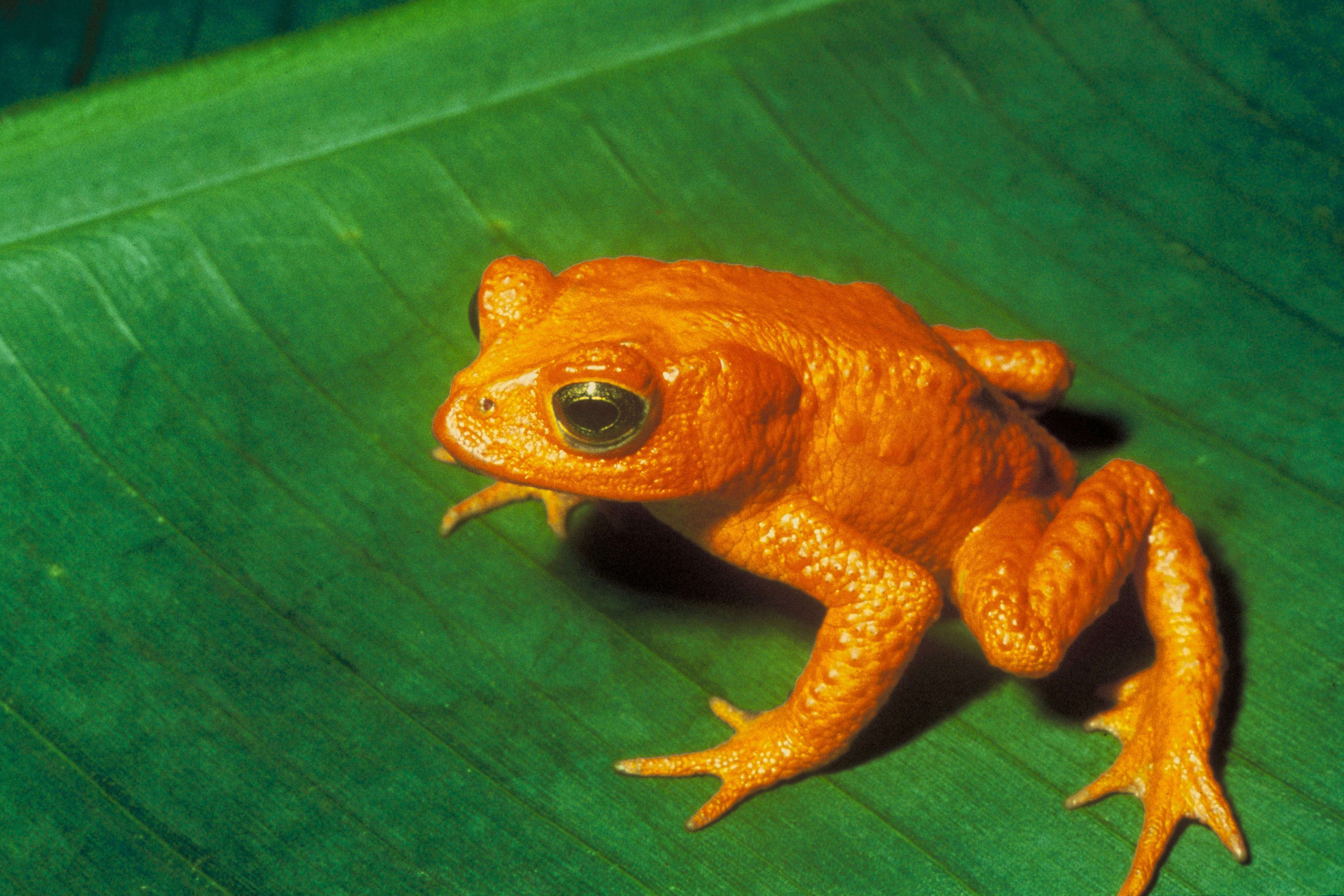

Các loài thú
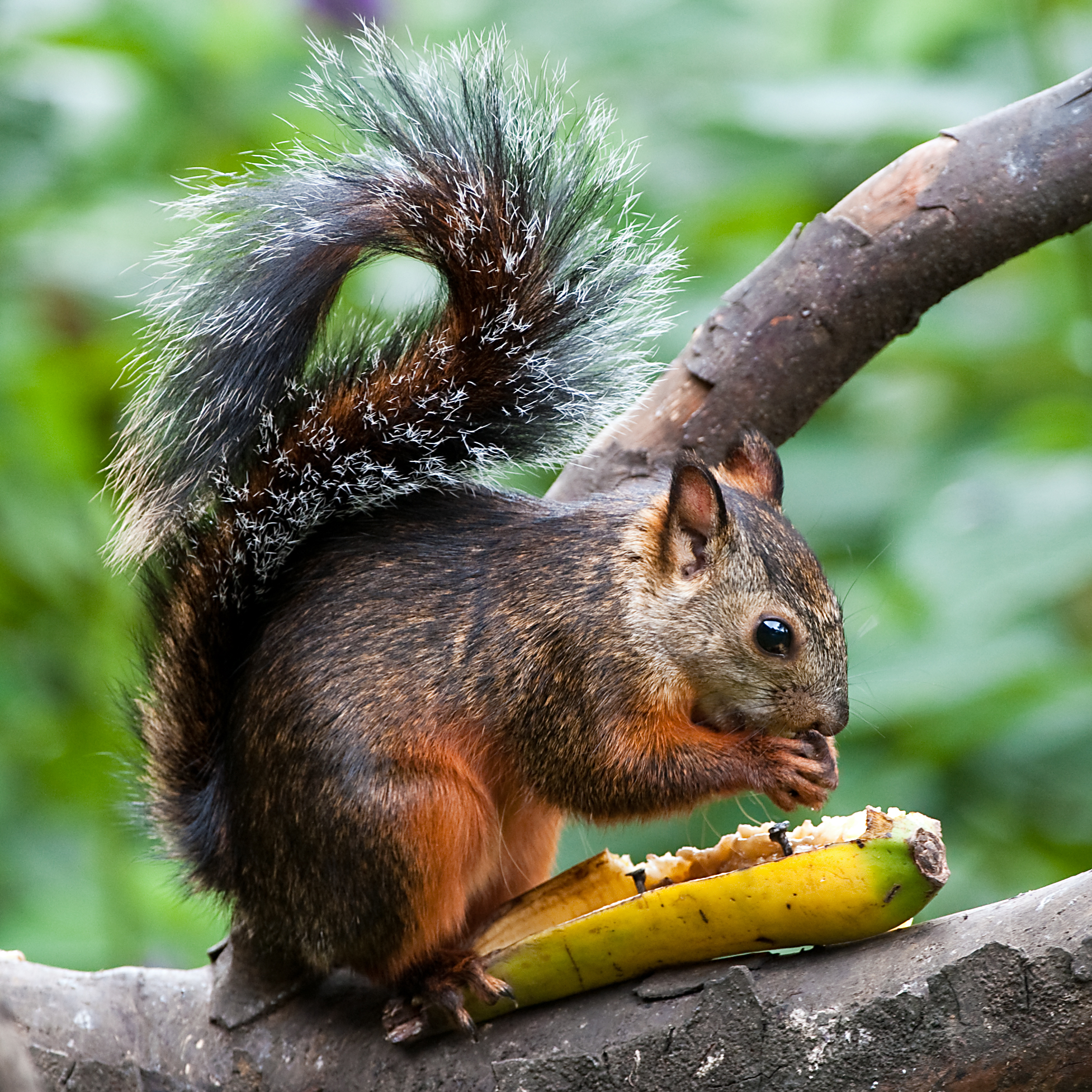
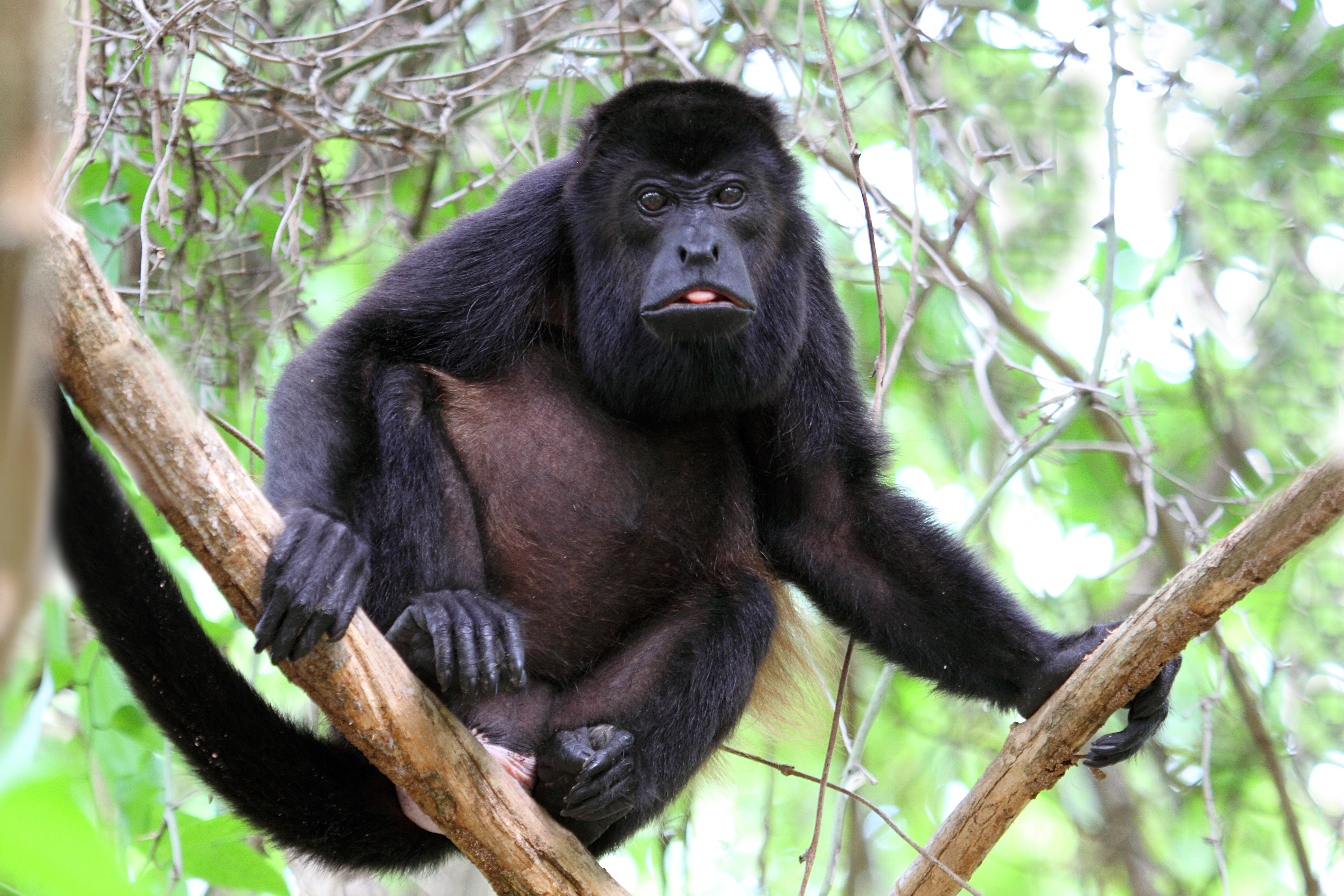
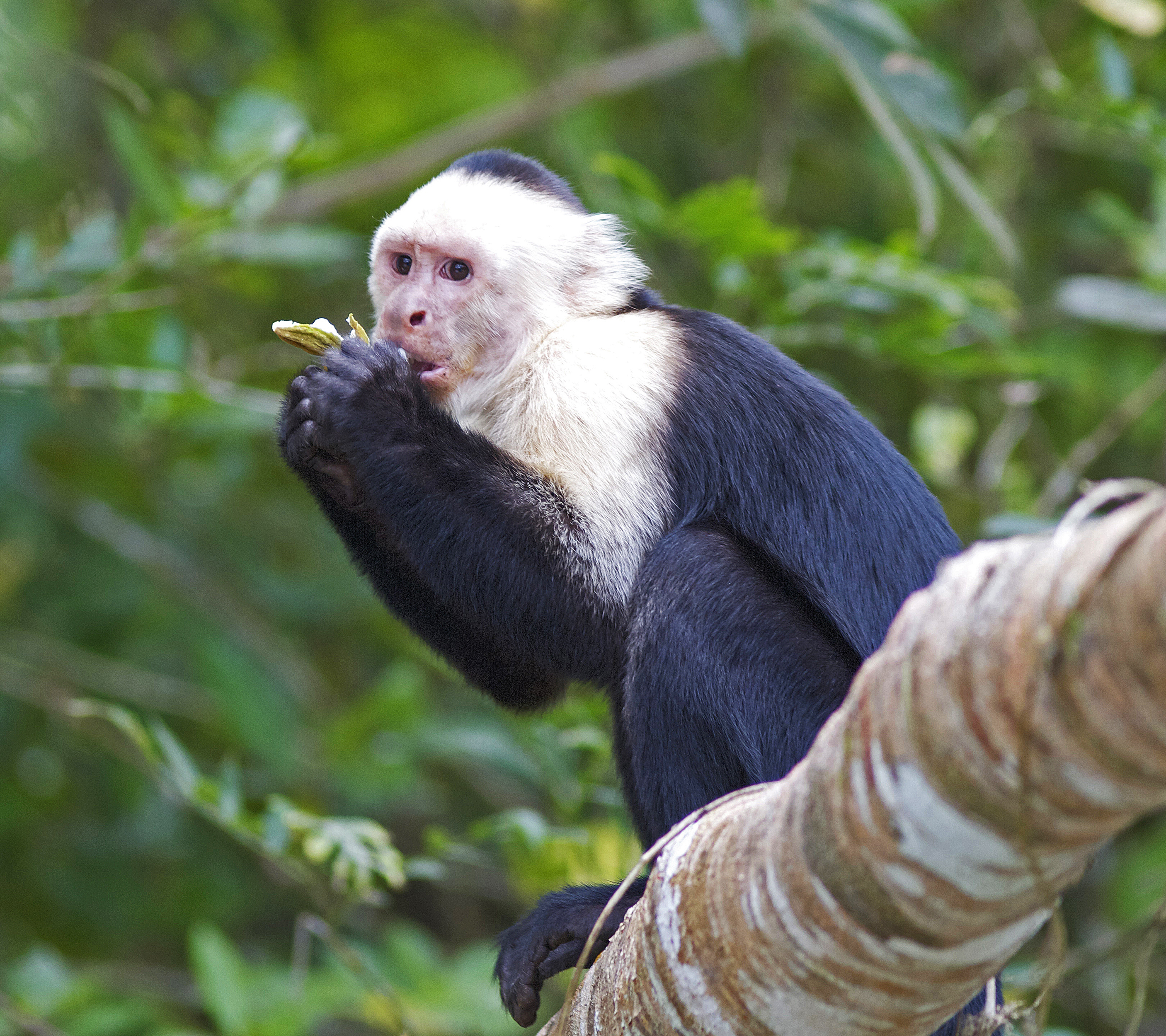
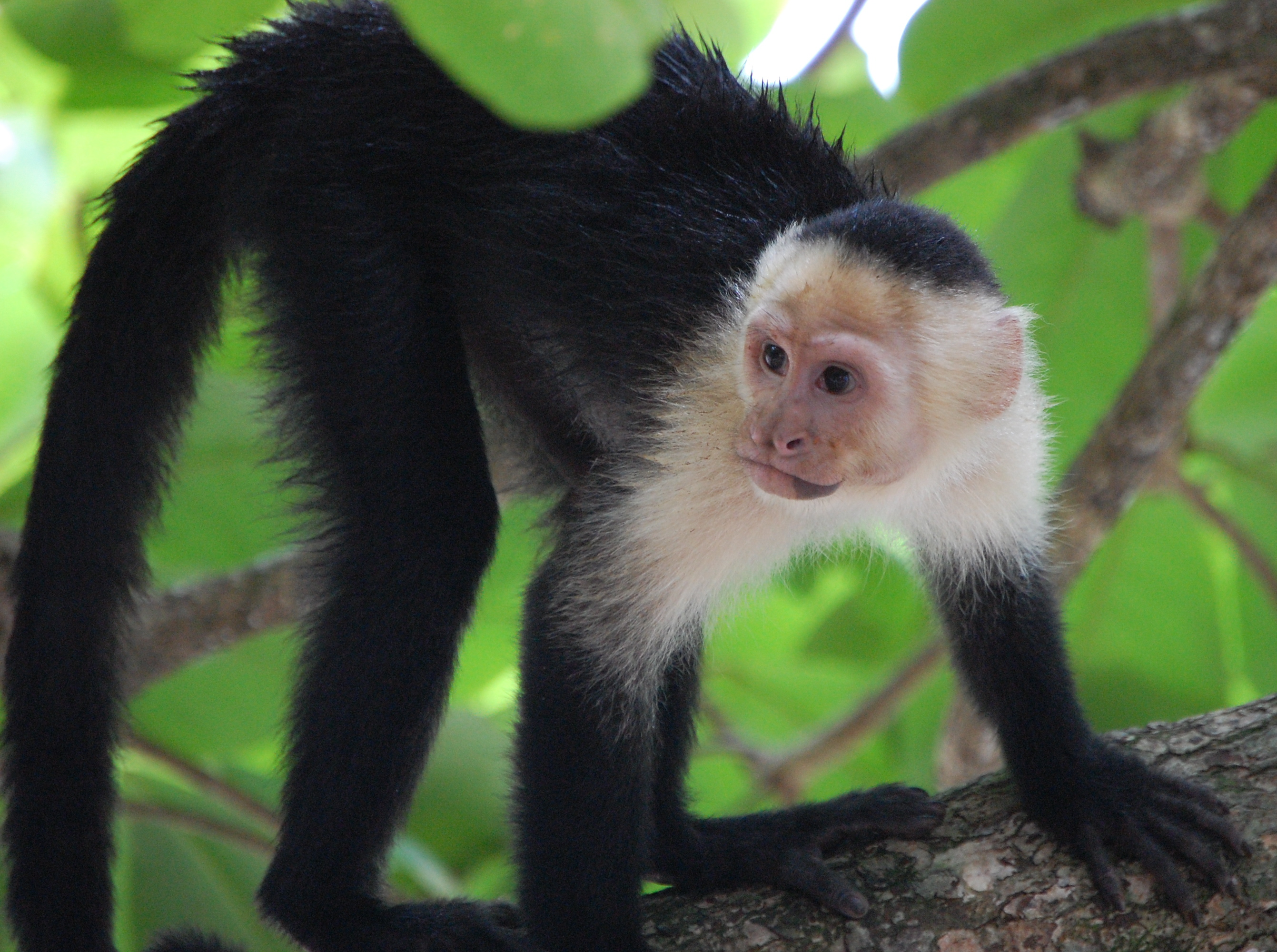